# Parki narodowe w Europie
Parki narodowe w Europie – obszary prawnie chronione jako parki narodowe przez prawo narodowe krajów na terenie Europy.
W Europie powołano kilkaset parków narodowych, w większości odpowiadających kategorii II obszarów chronionych według Międzynarodowej Unii Ochrony Przyrody.

## Historia
Pierwsze decyzje o objęciu ochroną obiektów przyrodniczych w Europie dyktowane były względami politycznymi w celu umacniania tożsamości narodowej i skupiały się na obiektach o znaczeniu historycznym. W 1836 roku Prusy ustanowiły ochronę skały Drachenfels górującej nad Renem niedaleko Königswinter wraz ze znajdującym się na niej zamkiem. W 1860 roku, niedługo po zakończeniu wojny domowej w 1847 roku i ustanowieniu federacji w 1848 roku, w wyniku kampanii obywatelskiej, Szwajcaria objęła ochroną łąkę Rütli nad jeziorem Czterech Kantonów uznawaną za miejsce narodzin państwowości szwajcarskiej w średniowieczu, zapobiegając budowie prywatnego hotelu.
1 marca 1872 roku Stany Zjednoczone utworzyły pierwszy park narodowy na świecie – Park Narodowy Yellowstone, który początkowo postrzegany był jako środek ochrony osobliwości przyrodniczych, lecz z czasem stał się modelem państwowej ochrony przyrody i konserwacji gatunków zagrożonych. W 1898 roku pruski parlamentarzysta Wilhelm Wetekamp (1859–1945) wystąpił do rządu o wsparcie państwa dla ochrony obiektów historii naturalnej i nawiązał do Yellowstone w swojej mowie przed Pruskim Parlamentem.
W 1906 roku Prusy utworzyły urząd konserwatora przyrody (niem. Staatliche Stelle für Naturdenkmalpflege in Preußen), na czele którego stanął botanik Hugo Conwentz (1855–1922). Podobne urzędy powstały w Holandii – nid. Vereniging tot Behoud van Natuurmonumenten (1905), w Szwajcarii – niem. Kommission für die Erhaltung von Naturdenkmälern und prähistorischen Stätten (1906), we Włoszech – wł. Lega Nazionale per la Protezione dei monumenti naturali (1913).
Francja (1906) i Szwecja (1909) wprowadziły prawo ochrony pomników przyrody, przy czym Szwecja uchwaliła jednocześnie prawo o parkach narodowych, wzorując się na amerykańskim modelu o podwójnym celu: ochrony przyrody i użytku publicznego, ustanawiając jednocześnie dziewięć parków na łącznym obszarze 3500 km². Do wybuchu II wojny światowej parki narodowe powstały w 12 państwach europejskich: w Szwecji (od 1909 roku), Francji (1913), Szwajcarii (1914), Hiszpanii (1918), we Włoszech (1922), w Islandii (1930), Polsce (1932), Irlandii (1932), Bułgarii (1934), Rumunii (1935), Finlandii (1938) i Grecji.
Największym parkiem jest rosyjski Park Narodowy „Jugyd Wa” mający obszar 18 917 km². W artykule nie uwzględniono parków państw europejskich bądź ich terytoriów zależnych znajdujących się poza granicami fizycznymi kontynentu (dotyczy to Danii, Francji, Hiszpanii, Holandii, krajów Kaukazu, Kazachstanu, Rosji, Turcji oraz byłych kolonii).

## Albania

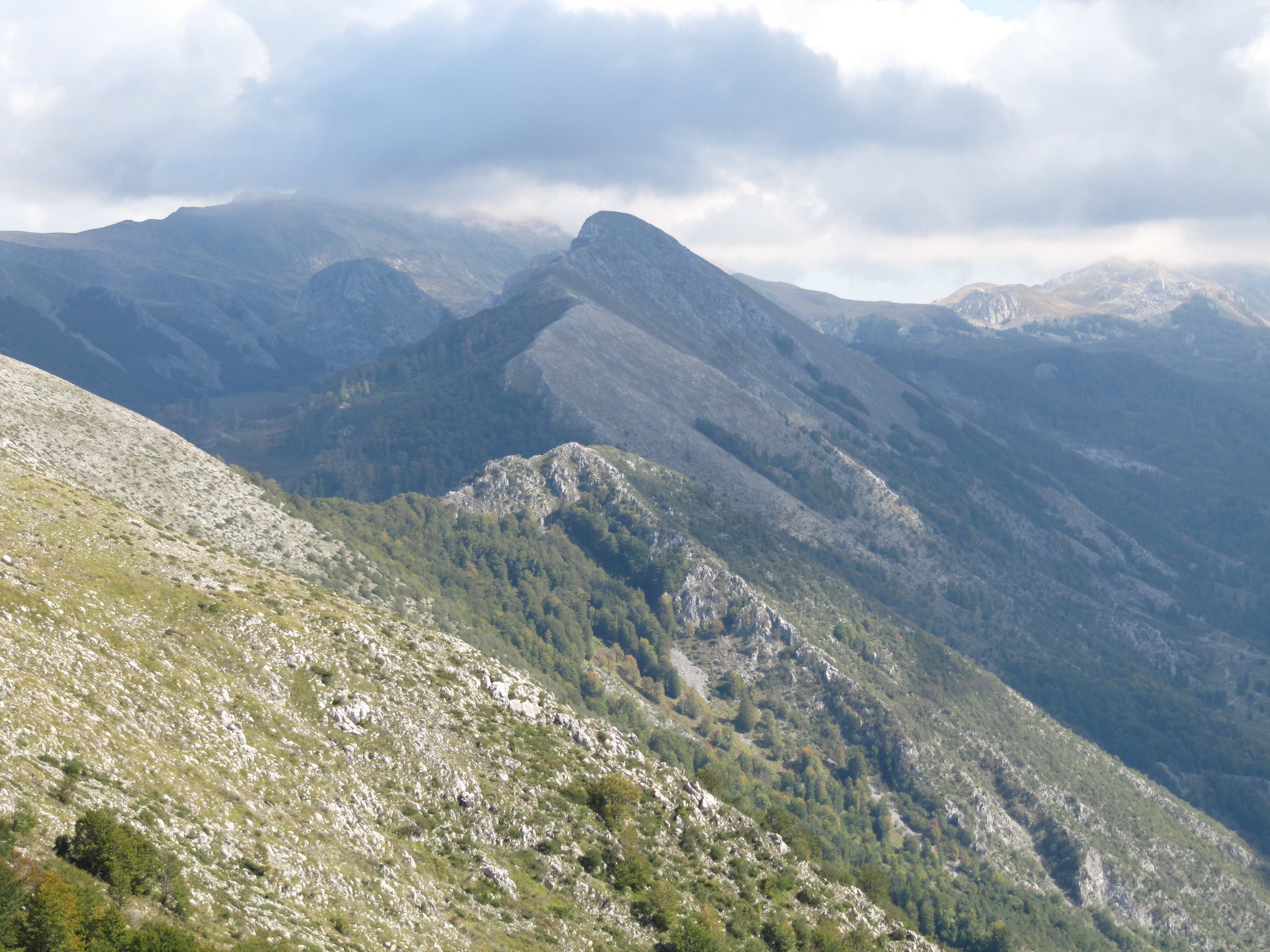
Park Narodowy Shebenik-Jabllanice w Albanii

W Albanii powołano dotąd 15 parków narodowych (stan na rok 2019), w tym jeden o charakterze parku morskiego – Park Narodowy Karaburun-Sazan.

## Austria

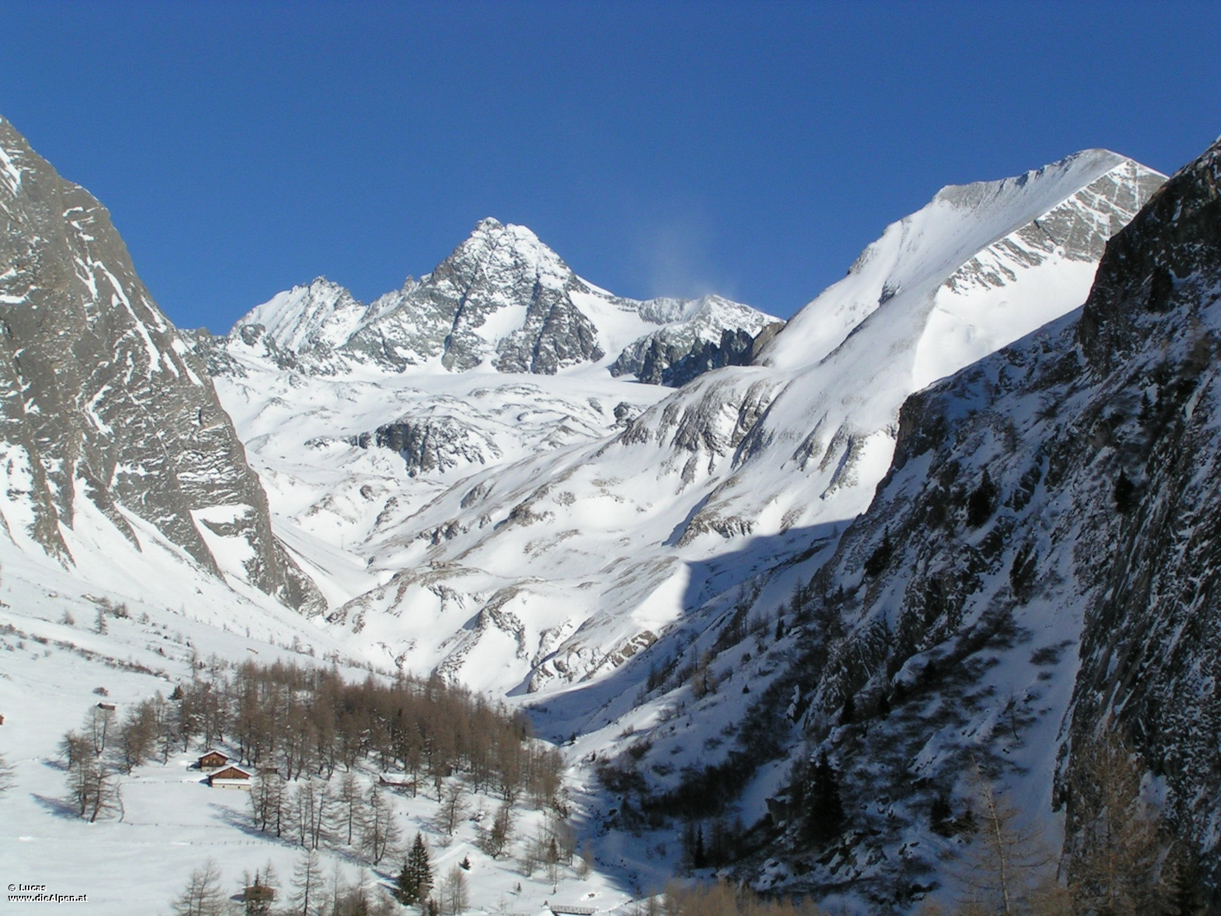
Wysokie Taury w Austrii znajdują się w granicach największego parku narodowego Alp

W Austrii znajduje się sześć parków narodowych (stan na rok 2019). Pierwszy – i dotąd największy – to Park Narodowy Wysokich Taurów założony w 1981 roku. Opiekę nad parkami sprawuje „Nationalparks Austria”.
1. Park Narodowy Wysokich Taurów (1856 km², 1981);
2. Jezioro Nezyderskie-Seewinkel (90,6 km², 1993, graniczy z węgierskim PN Fertő-Hanság);
3. Łęgi Naddunajskie (93 km², 1996);
4. Alpy Wapienne (208,25 km², 1997);
5. Dolina Dyi (13,3 km², 2000, graniczy z czeskim PN Podyje);
6. Gesäuse (110,5 km², 2002).

## Belgia

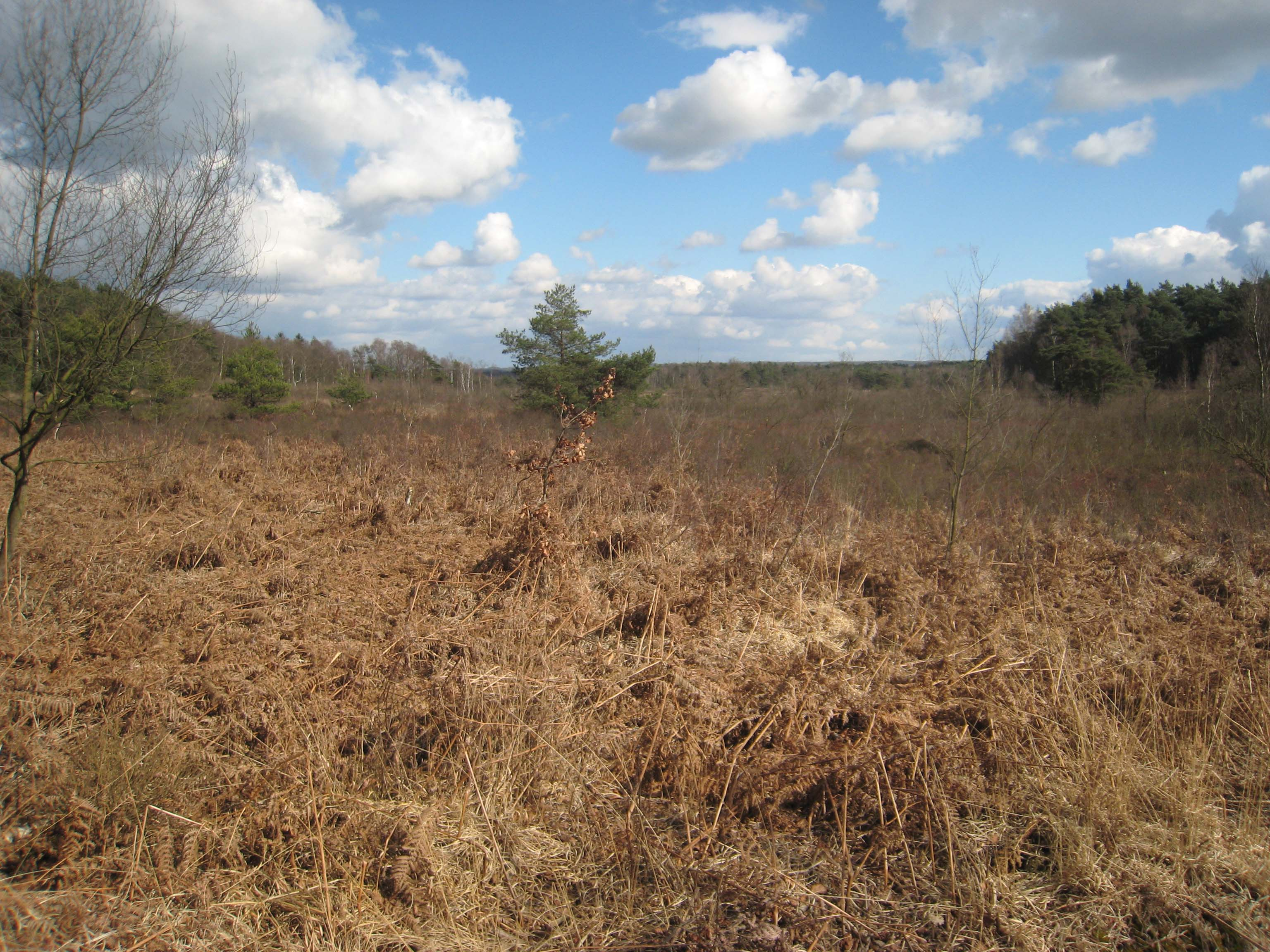
Park Narodowy Hoge Kempen w Belgii

Belgia jest jednym z obszarów najmocniej przekształconych przez człowieka w Europie. Królestwo jest jednym z ostatnich państw kontynentu, które powołało swój park narodowy – Park Narodowy Hoge Kempen ustanowiono dopiero w 2006 roku na obszarze 57 km², po 16 latach starań. Wcześniej, w 2001 roku powołano belgijsko-holenderski Park Transgraniczny De Zoom-Kalmthouse Heide mający status zbliżony do parku narodowego. W grudniu 2022 w Walonii powołano dwa nowe parki narodowe: Doliny Semois oraz Między Sambrą i Mozą. W 2023 kolejne trzy parki są planowane na terenie Flandrii. Ponadto w Walonii znajduje się jedenaście „parków przyrodniczych” (fr. parc naturel) a we Flandrii oraz siedemnaście „krajobrazów regionalnych” (hol. Regionale Landschappen).

## Białoruś

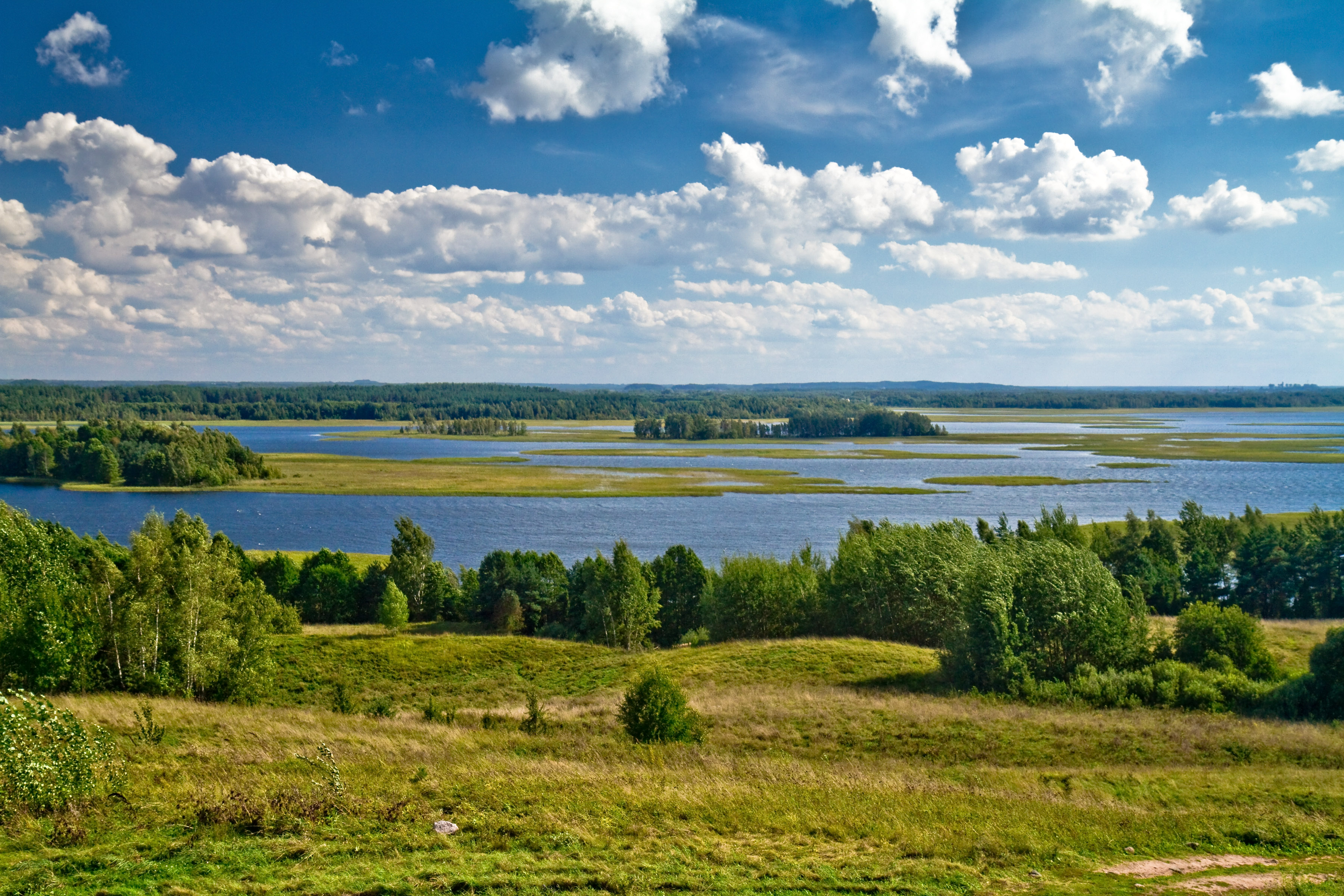
Brasławska Grupa Jezior leży w granicach najbardziej wysuniętego na północ parku narodowego Białorusi

Pierwszym parkiem narodowym który częściowo znajdował się na obszarze dzisiejszej Białorusi był Białowieski Park Narodowy. Po rozpadzie ZSRR, na terenie niepodległej republiki powołano cztery parki narodowe:
1. Park Narodowy Puszcza Białowieska (Нацыянальны парк «Белавежская пушча»)
2. Naroczański Park Narodowy (Нацыянальны парк «Нарачанскі»)
3. Park Narodowy Jeziora Brasławskie (Нацыянальны парк «Браслаўскія азёры»)
4. Prypecki Park Narodowy (Нацыянальны парк «Прыпяцкі»)

## Bośnia i Hercegowina
Na terenie Bośni i Hercegowiny istnieją trzy parki narodowe, w tym dwa powołane za czasów Jugosławii:
- Park Narodowy Sutjeska (Nacionalni Park Sutjeska)
- Park Narodowy Kozara (Nacionalni Park Kozara)
- Park Narodowy Una (Nacionalni Park Una)

## Bułgaria

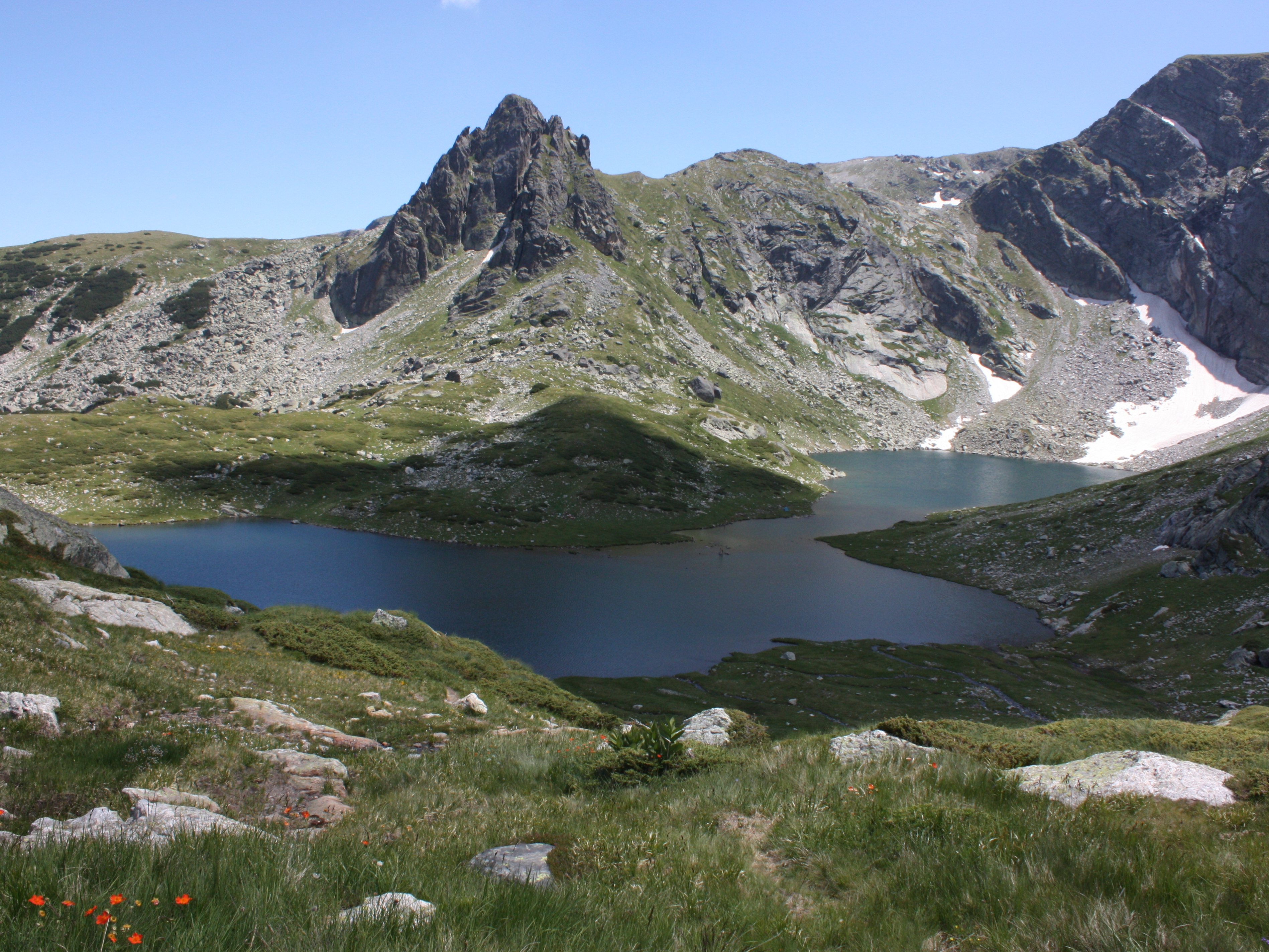
Malowniczy masyw górski Riła w Bułgarii

Bułgaria była pierwszym bałkańskim krajem, który na swoim terytorium powołał park narodowy. Zainicjowany w 1934 r. Park Narodowy Witosza zmienił jednak w 2000 r. status na park przyrodniczy. Obecnie istnieją trzy parki narodowe (национален парк, l.mn. национални паркове) i jedenaście parków przyrodniczych (природен парк, l.mn. природни паркове), które charakteryzują się nieco niższym statusem ochronnym i obecnością gruntów prywatnych w ich obrębie (stan na rok 2019).
Bułgarskie parki narodowe:
- Park Narodowy Pirynu (Национален Парк Пирин, powołany 1962 r., 403,3 km²)[27]
- Park Narodowy Riły (Национален Парк Рила, 1991 r., 716,7 km²)[28]
- Park Narodowy Bałkanu Środkowego (Национален Парк Централен Балкан, 1992 r., 810,5 km²)[29]

## Chorwacja

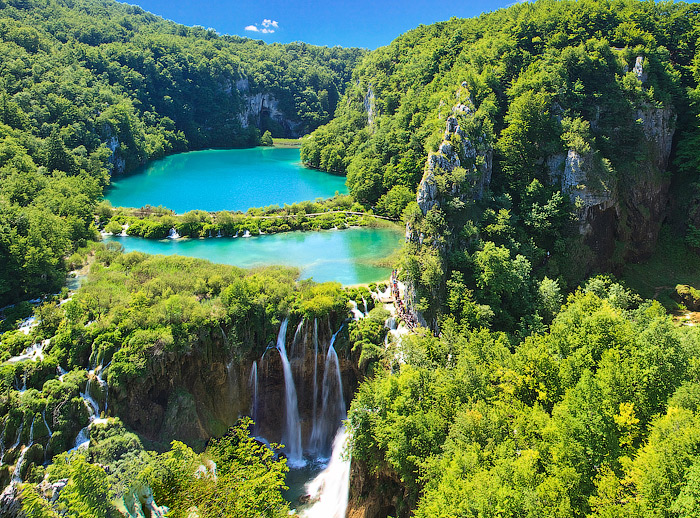
PN Jeziora Plitwickie jest najsłynniejszym i najczęściej odwiedzanym parkiem narodowym Chorwacji

Pierwsze parki narodowe w granicach Chorwacji zaczęto powoływać niedługo po II wojnie światowej, gdy ta stanowiła część Jugosławii. Obecnie na terenie kraju znajduje się osiem parków narodowych (stan na rok 2019), zajmujących 97 963,16 ha.

## Czarnogóra

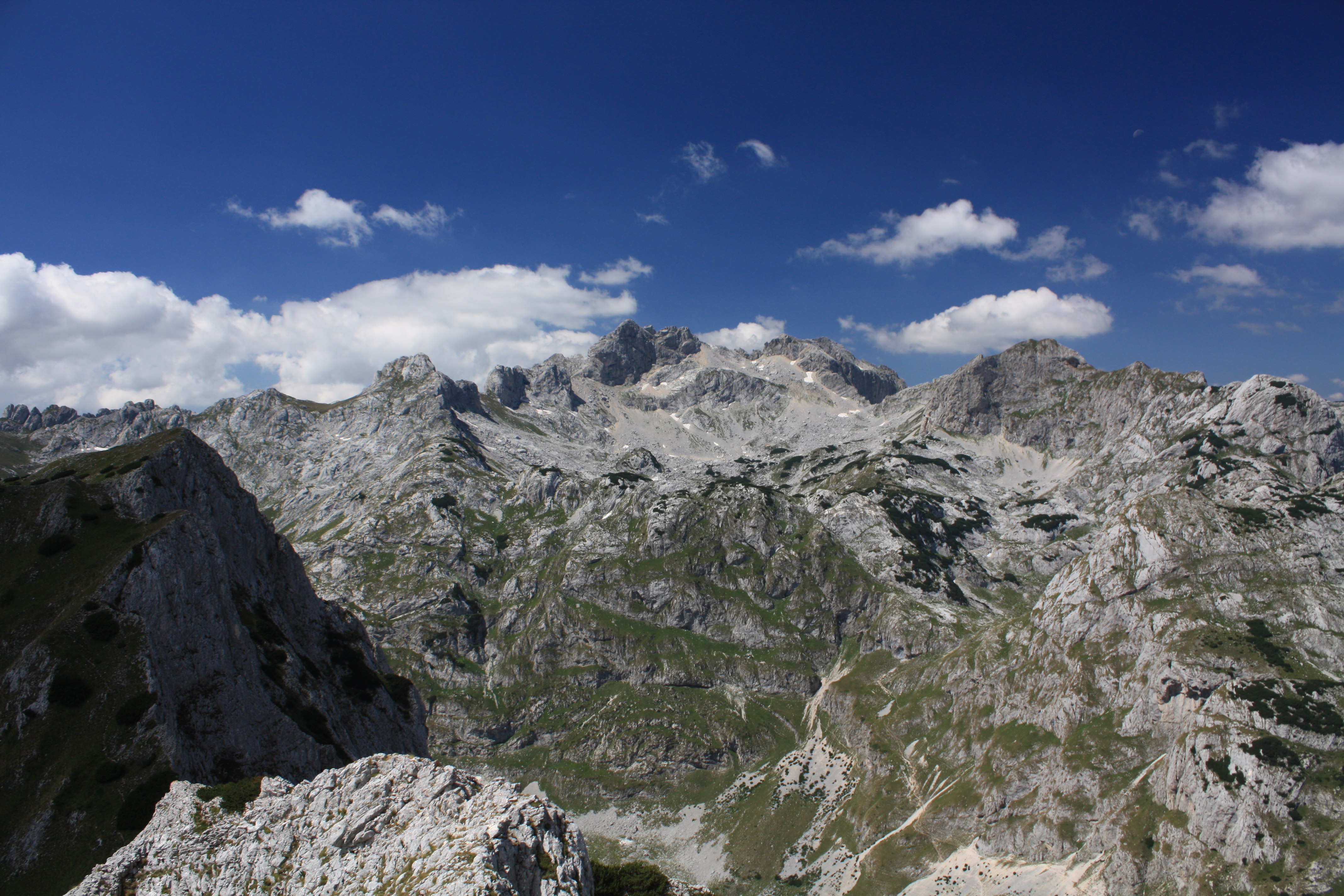
Szczyt Bobotov Kuk w PN Durmitor w Czarnogórze

W Czarnogórze znajduje się pięć parków narodowych (stan na rok 2019), które zajmują 7,7% powierzchni kraju. Najsłynniejszy park narodowy Czarnogóry – Durmitor – znajduje się też na liście światowego dziedzictwa UNESCO. Obszarami zarządza instytucja Nacionalni parkovi Crne Gore.
Lista czarnogórskich parków narodowych:
- Durmitor (Nacionalni Park Durmitor)
- Lovcen (Nacionalni Park Lovcen)
- Biogradska gora (Nacionalni Park Biogradska gora)
- Jezioro Szkoderskie (Nacionalni Park Skadarsko jezero)
- Prokletije (Nacionalni Park Prokletije)

## Czechy

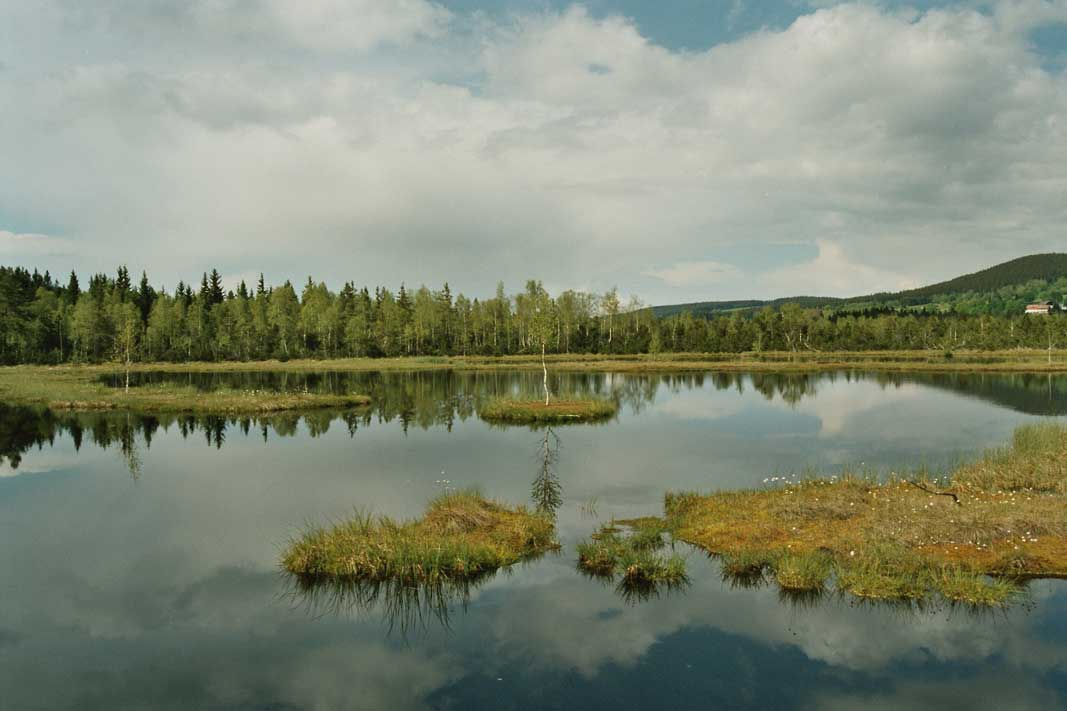
Chalupská slať w czeskim PN Szumawa

Pierwszy park narodowy na terenie Czechosłowacji powstał w Tatrach w 1949 r., zaś w granicach dzisiejszej Republiki Czeskiej najstarszym jest powołany w 1963 r. Karkonoski Park Narodowy (Krkonošský národní park). Na terenie Czech istnieją cztery parki narodowe (stan na rok 2019), każdy zarządzany jest osobno przez własną administrację.

## Dania

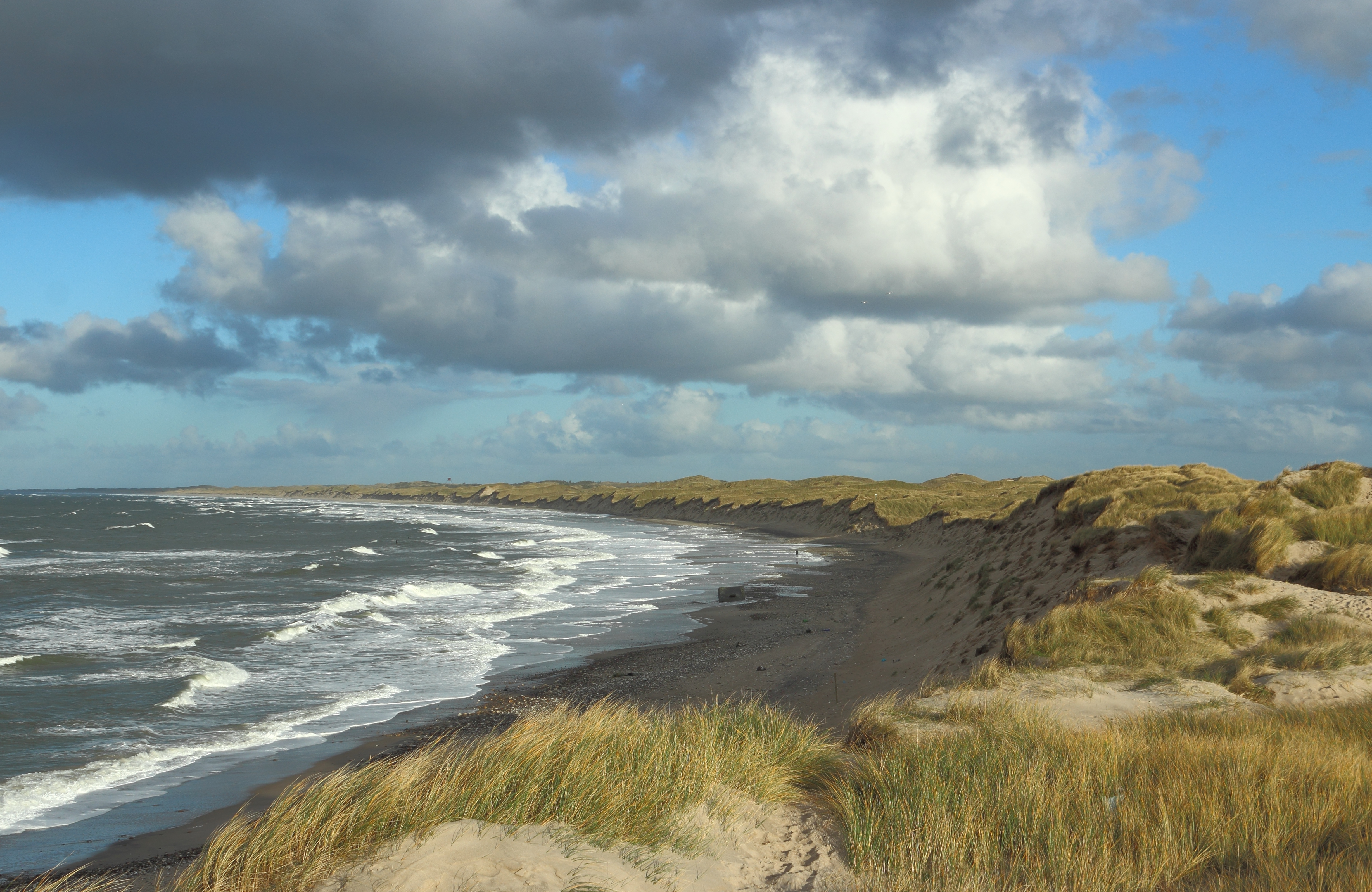
Krajobraz duńskiego PN Thy

Na terenie Królestwa Danii znajduje się sześć parków narodowych – pięć w Danii właściwej i jeden na Grenlandii (stan na 2019 rok). Powołany w 1974 roku Park Narodowy Grenlandii jest największym parkiem narodowym na świecie. Pierwszym parkiem utworzonym na obszarze Danii właściwej był ustanowiony w 2008 roku Park Narodowy Thy.

## Estonia

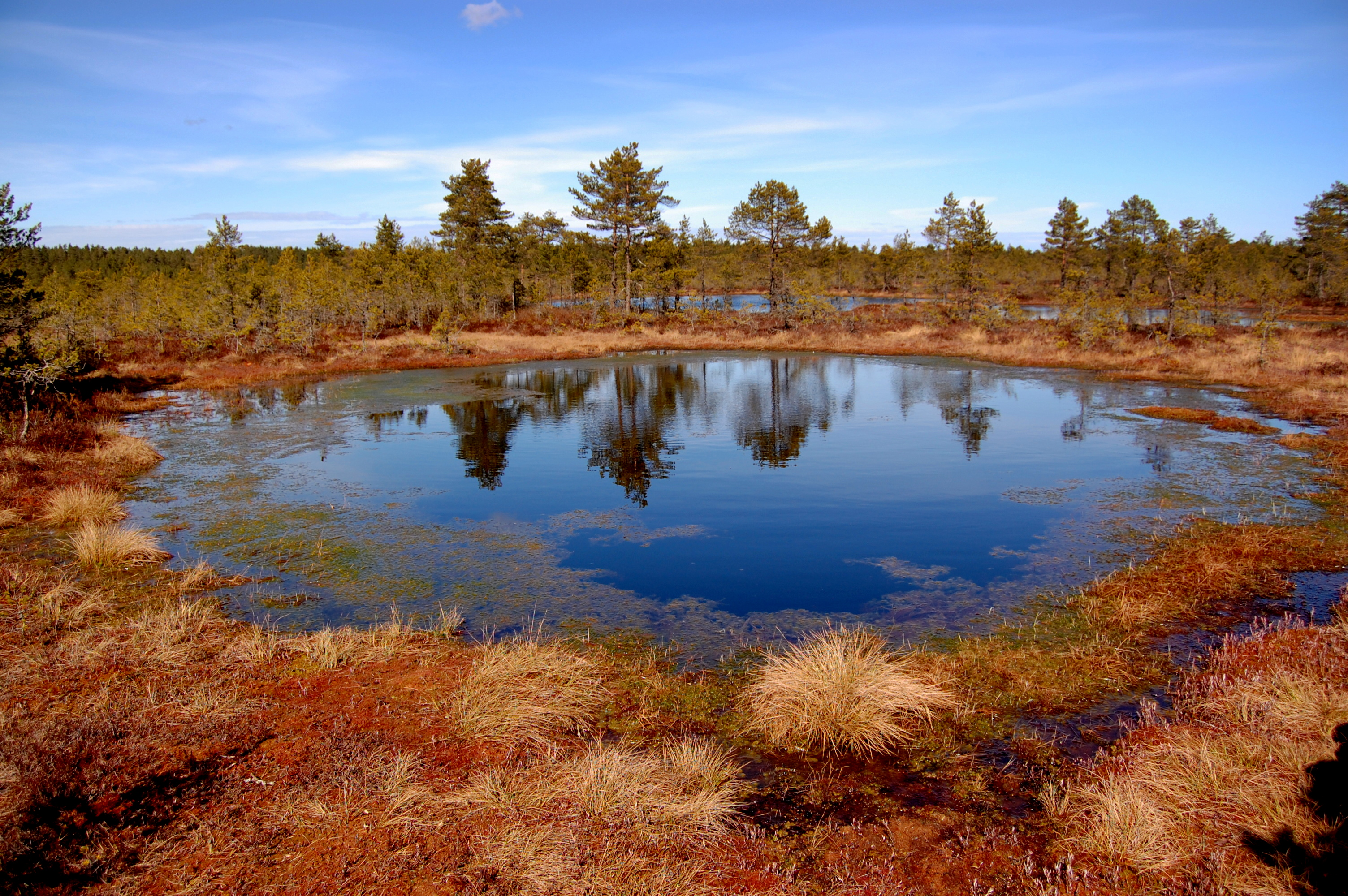
Viru Bog w PN Lahemaa, najstarszym w Estonii

Początki ochrony przyrody na terenie Estonii sięgają 1910 roku, kiedy to z prywatnej inicjatywy lokalnego kierownika latarni morskiej Artura Tooma, Ryskie Towarzystwo Odkrywców Przyrody ogłosiło wyspy Vaika (obecnie Park Narodowy Vilsandi) rezerwatem przyrody. Po uzyskaniu niepodległości młode państwo zaczęło tworzyć własny, zintegrowany system obszarów chronionych. Po II wojnie światowej i aneksji przez ZSRR nowe prawo ochrony przyrody powstało w r. 1957 roku. W 1971 roku powołano pierwszy w kraju Park Narodowy Lahemaa. Po odzyskaniu przez Estonię niepodległości w 1991 roku system ochrony przyrody został zreformowany. W 1993 roku utworzono parki narodowe Soomaa i Karula, a rezerwat przyrody Vilsandi został poszerzony i przekształcony w park narodowy. Na terenie Estonii znajduje się 6 parków narodowych (stan na rok 2019).

## Finlandia

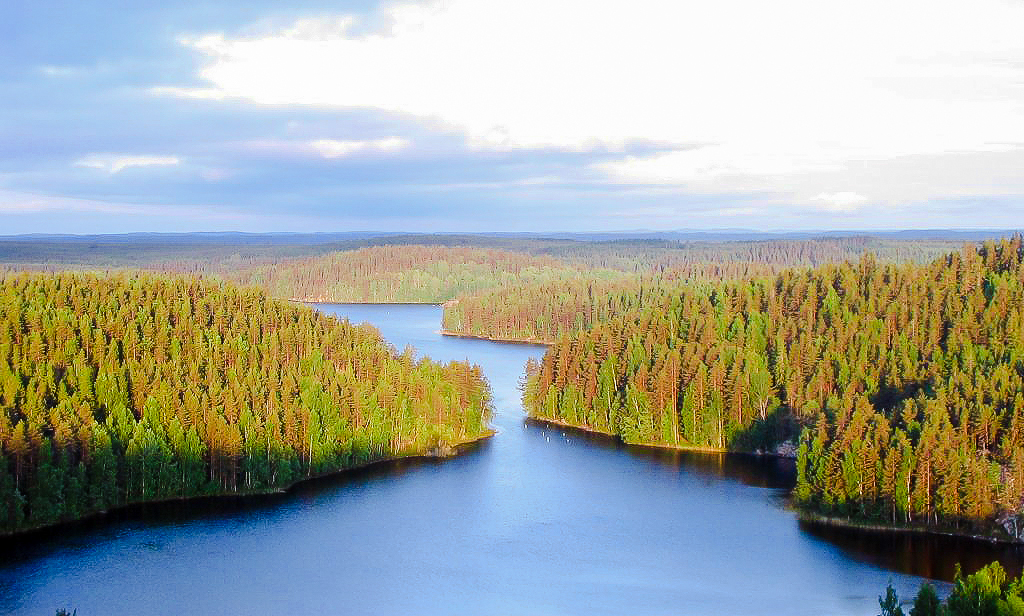
Park Narodowy Repovesi w Finlandii powstał w 2003 r.

Ochrona przyrody na terenie Finlandii ma długą historię. Najstarszy rezerwat przyrody powołano w 1843 roku a Państwowa Administracja Lasów (Metsähallitus), która zajmuje się m.in. obszarami chronionymi powstała w 1859 roku. Z inicjatywą powołania parków narodowych w Finlandii i Szwecji wyszedł szwedzki przyrodnik fińskiego pochodzenia A. E. Nordenskiöld w 1880 roku. Powstały w 1912 roku rezerwat Pyhä-Häkki przekształcono w 1956 roku w park narodowy. Mimo wszystkich podjętych działań dopiero w 1938 roku zainaugurowano pierwszy właściwy park narodowy – Pallas-Ounastunturi. Po II wojnie światowej Finlandia utraciła na rzecz ZSRR większość swoich obszarów chronionych. W Finlandii jest 40 parków narodowych o łącznej powierzchni 10 033 km² (stan na rok 2020).

## Francja

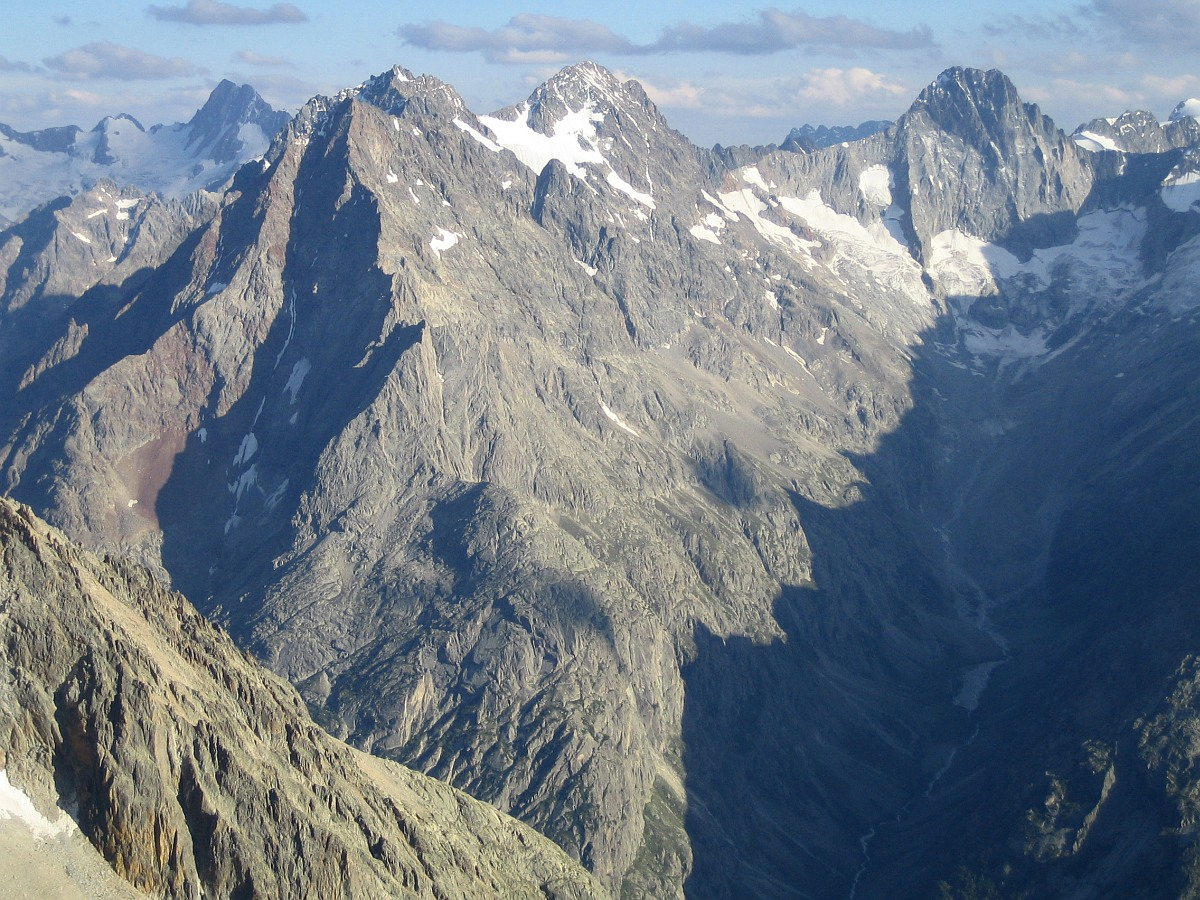
Góra Bérarde w Alpach Francuskich jest chroniona (z przerwami) od 1913 roku w ramach parku narodowego

Historia ochrony przyrody we Francji sięga XIX w., kiedy to malarze-pejzażyści ze szkoły z Barbizon wystąpili do Napoleona III Bonaparte o ochronę lasu Fontainebleau przed zaplanowaną wycinką. W 1861 roku na terenie 1097 ha powstał „rezerwat artystyczny” – pierwszy obszar chroniony na terenie Francji. Współczesne francuskie parki narodowe opierają się na prawie z 1960 roku, które zostało znowelizowane w 2006 roku.
Na terenie Francji istnieje 11 parków narodowych, z czego trzy znajdują się na obszarze terytoriów zamorskich (stan na rok 2019). Parki zajmują 60 728 km² – 9,5% terytorium Francji.

## Grecja

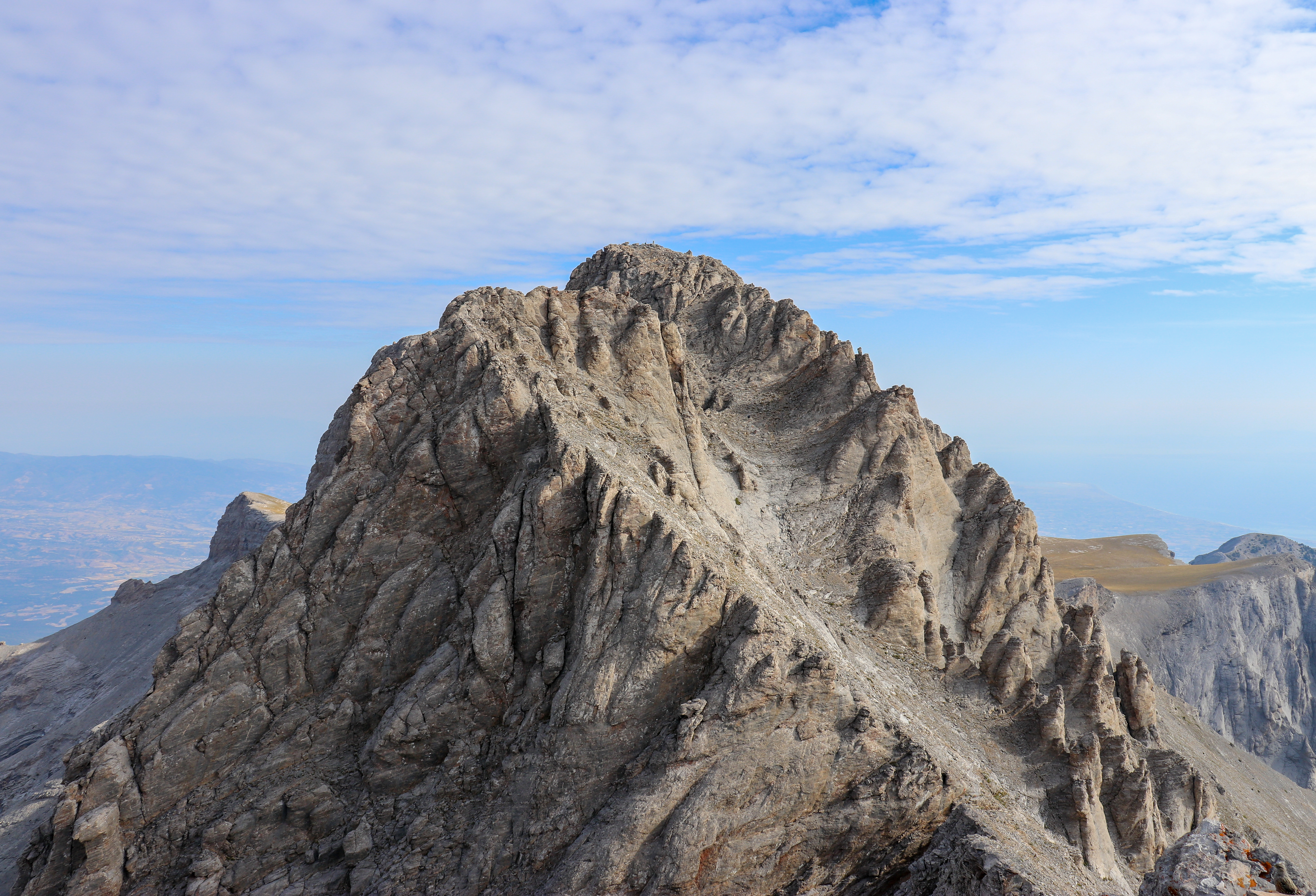
Najwyższy szczyt Olimpu – Mytikas

Historia ochrony przyrody w Grecji sięga okresu międzywojennego, kiedy zaczęto powoływać pierwsze rezerwaty przyrody. W 1938 r. powołano parki narodowe chroniące góry Olimp i Parnas. Współcześnie na terenie Grecji istnieje 15 „parków narodowych” (Εθνικά πάρκα), 2 „morskie parki narodowe” (Εθνικά θαλάσσια πάρκα) i 10 „leśnych parków narodowych” (Εθνικοί δρυμοί). Wiele parków ma strefę centralną i zewnętrzną.

## Hiszpania

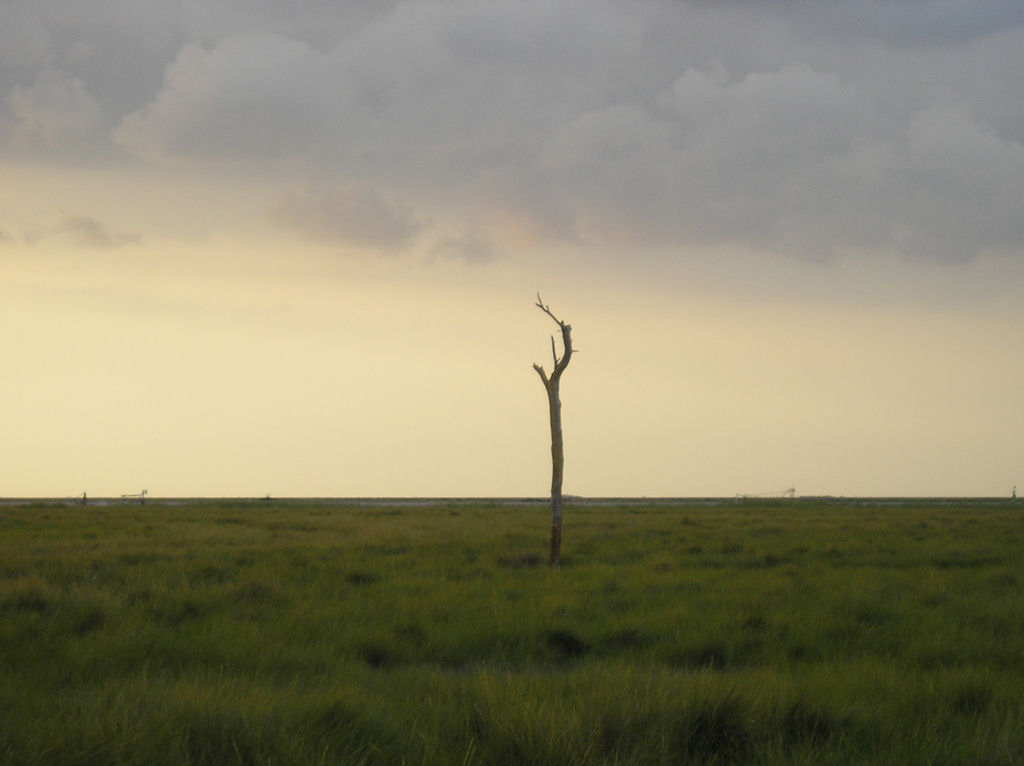
Park Narodowy Doñana na południu Hiszpanii

Hiszpania jest jednym z pierwszych państw Europy, które powołało parki narodowe. Najstarsze z nich to istniejące od 1918 roku Picos de Europa i Ordesa y Monte perdido, które utworzono na podstawie prawa uchwalonego dwa lata wcześniej. Na terenie Hiszpanii istnieje 15 parków narodowych, w tym 11 w europejskiej części kraju (10 na Półwyspie Iberyjskim i 1 na Balearach) oraz 4 na Wyspach Kanaryjskich (stan na rok 2019). Cechą charakterystyczną dla tej formy ochrony w Hiszpanii jest udział – częściowy, bądź całkowity – rządów regionów autonomicznych w ich zarządzaniu.

## Holandia

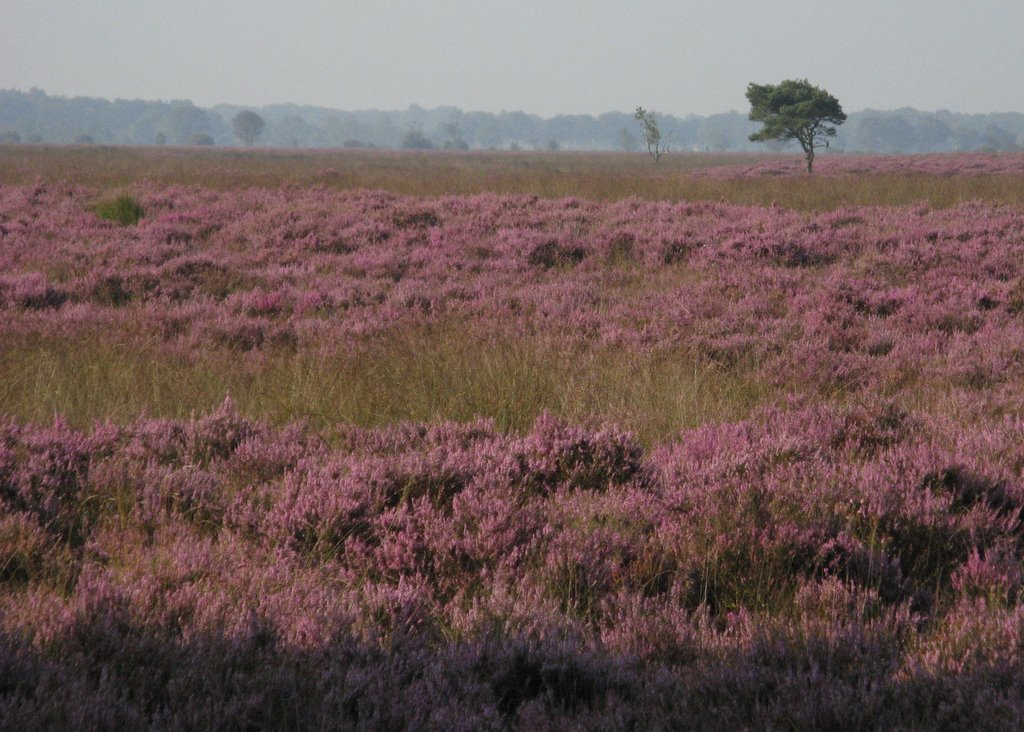
Dwingelderveld jest jednym z największych wrzosowisk Europy

Holandia jest jednym z najbardziej przekształconych przez człowieka regionów Europy, stąd idea parków narodowych rozwinęła się w tym kraju relatywnie późno. Dwa najstarsze, początkowo nieoficjalne, parki (Veluwezoom i Hoge Veluwe) powstały w latach 30. XX wieku z prywatnej inicjatywy i są zarządzane przez niezależne fundacje wspierane przez państwo. Państwowe parki narodowe zaczęto tworzyć pod koniec lat 80. XX w. – pomiędzy 1989 a 2006 rokiem utworzono ich 18, ostatni – Park Narodowy Nieuw Land – powstał w 2018 roku. Na terenie Holandii istnieje 21 parków narodowych (stan na rok 2019).

## Irlandia

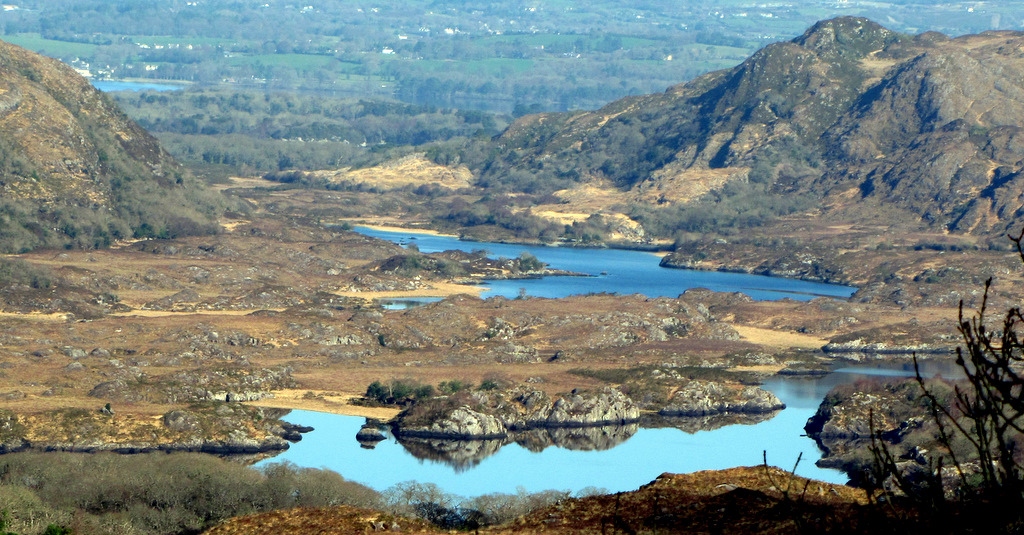
Jeziora w irlandzkim PN Killarney

W Irlandii istnieje sześć parków narodowych (stan na rok 2019). Pierwszym był utworzony w 1932 roku Parku Narodowego Killarney. Wszystkie parki zarządzane są przez National Parks & Wildlife Service.

## Islandia

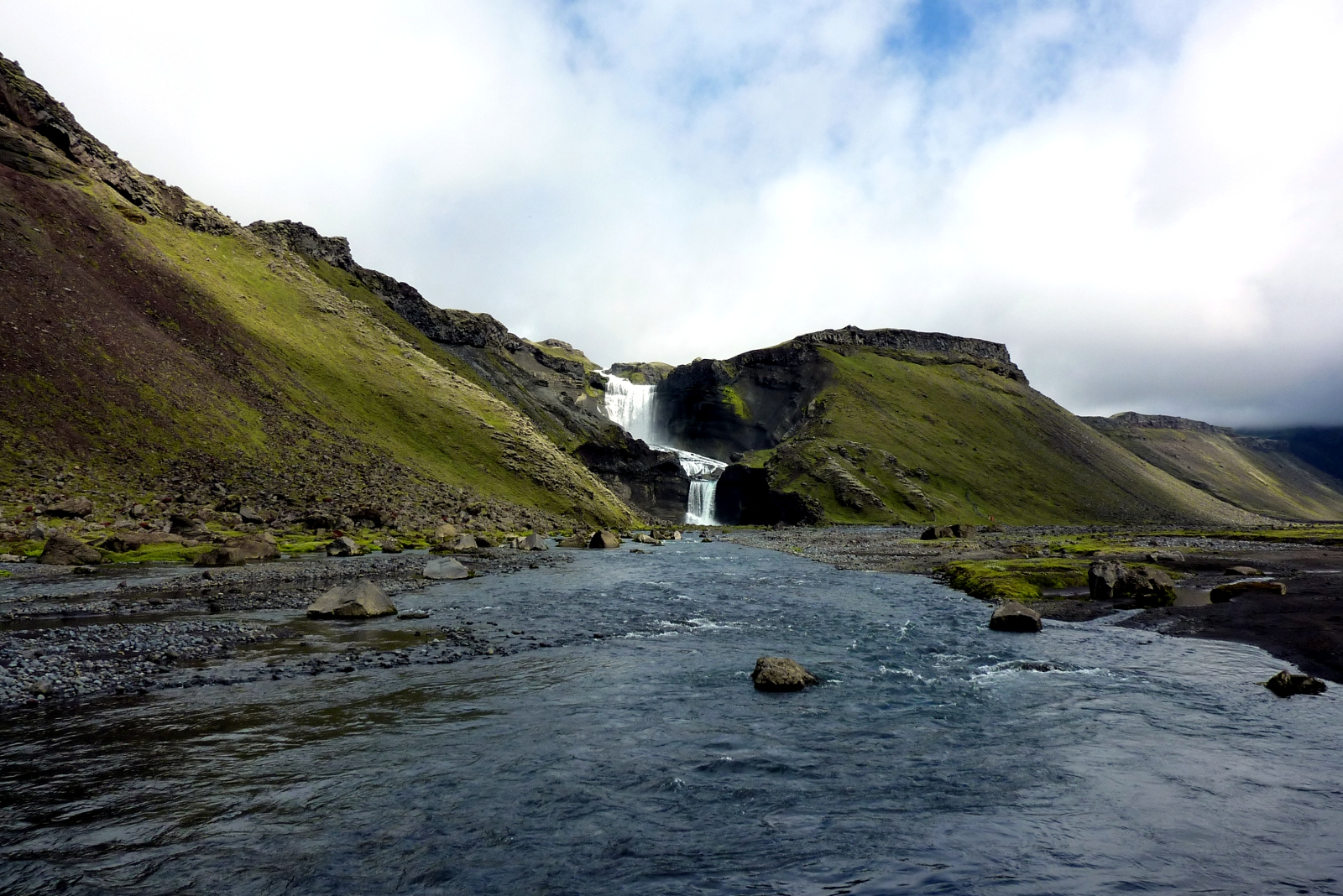
Ófærufoss w Parku Narodowym Vatnajökull

Na terenie Islandii istnieją trzy parki narodowe (stan na rok 2019). Pierwszy – Park Narodowy Þingvellir – powstał w 1928 roku, kolejny w 2001 roku, a w 2008 roku dwa parki Skaftafell i Jökulsárgljúfur połączono w jeden – Park Narodowy Vatnajökull (drugi pod względem wielkości w Europie).

## Litwa

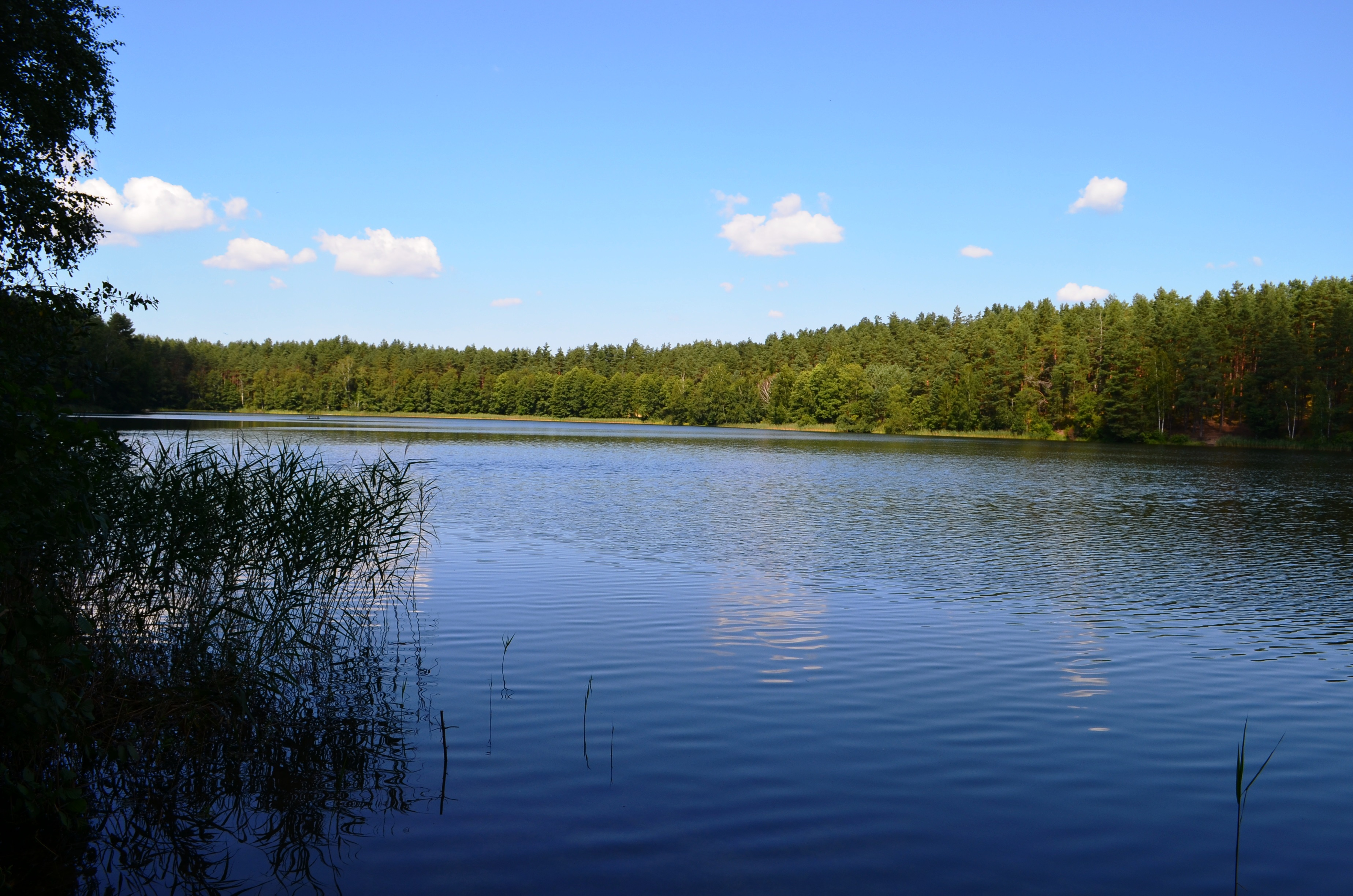
Jezioro w Dzukijskim Parku Narodowym na Litwie

Na terenie Litwy istnieje pięć parków narodowych (stan na rok 2019): najstarszy Auksztocki Park Narodowy powołano w czasach ZSRR w 1974 roku a pozostałe cztery utworzono po uzyskaniu przez Litwę niepodległości w 1990 roku.

## Łotwa
Na Łotwie znajdują się 4 parki narodowe (stan na rok 2019). Pierwszy park – Park Narodowy „Gauja” – powołano w czasach ZSRR w 1973 roku a pozostałe trzy utworzono po uzyskaniu przez Łotwę niepodległości w 1991 roku.

## Macedonia Północna

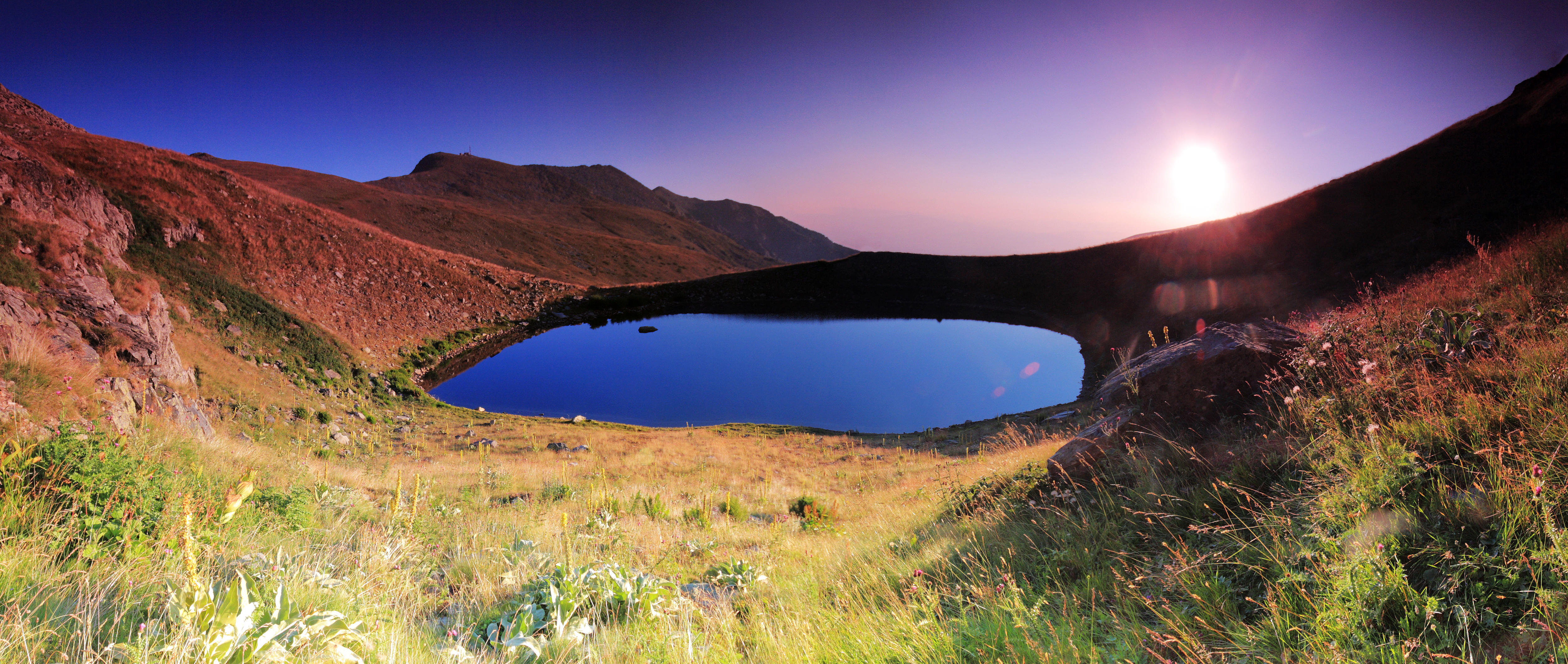
Malo ezero w PN Pelister w Macedonii

W Macedonii Północnej znajdują się trzy parki narodowe: Park Narodowy Pelister, Park Narodowy Mawrowo i Park Narodowy Galiczica (stan na rok 2019).

## Malta
Malta jest małym i silnie zurbanizowanym państwem śródziemnomorskim, stąd brakuje dużych przestrzeni naturalnych. Dwa parki noszące miano narodowego (Ta’ Qali oraz Salina) mają charakter rekreacyjny, a nie formy ochrony przyrody. Taki charakter ma jednak powołany Park Przyrody i Historii Majjistral (malt. Park Ta’ Natura U Storja Il-Majjistral), powołany w 2007 r. Jest on zarządzany wspólnie przez trzy fundacje państwowe i pozarządowe (stan na rok 2020).

## Mołdawia

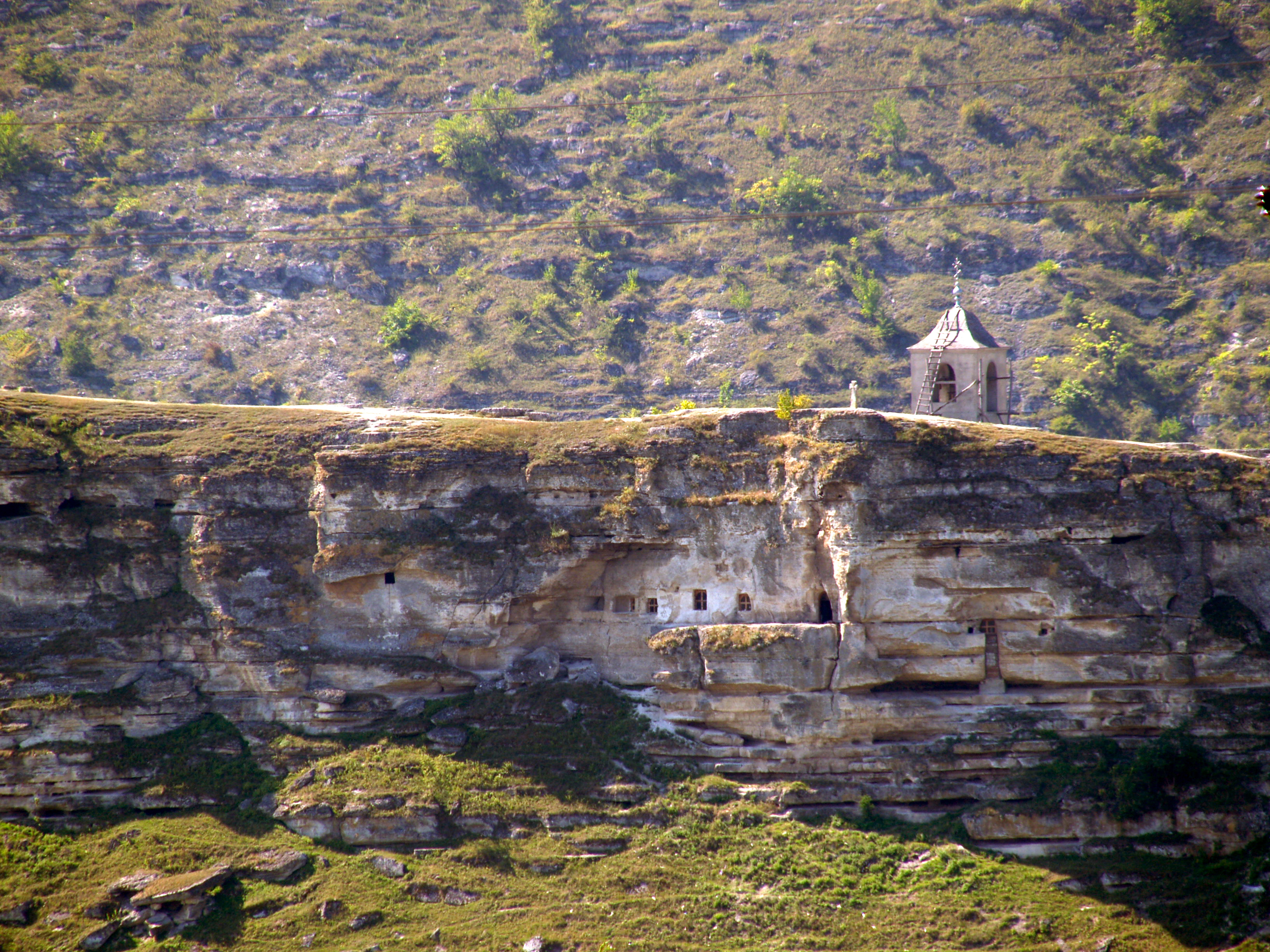
Orgiejów Stary w Mołdawii

Pierwszym i jedynym parkiem narodowym Mołdawii jest utworzony w 2013 roku Park Narodowy Orgiejów, który powstał wokół rezerwatu kulturowo-przyrodniczego „Stary Orgiejów” i dwóch rezerwatów przyrody Ţigăneşti i Trebujeni (stan na rok 2019). Celem parku jest ochrona przyrody i wyjątkowych walorów kulturowo-historycznych przed degradacją oraz promocja ekoturystyki.

## Niemcy

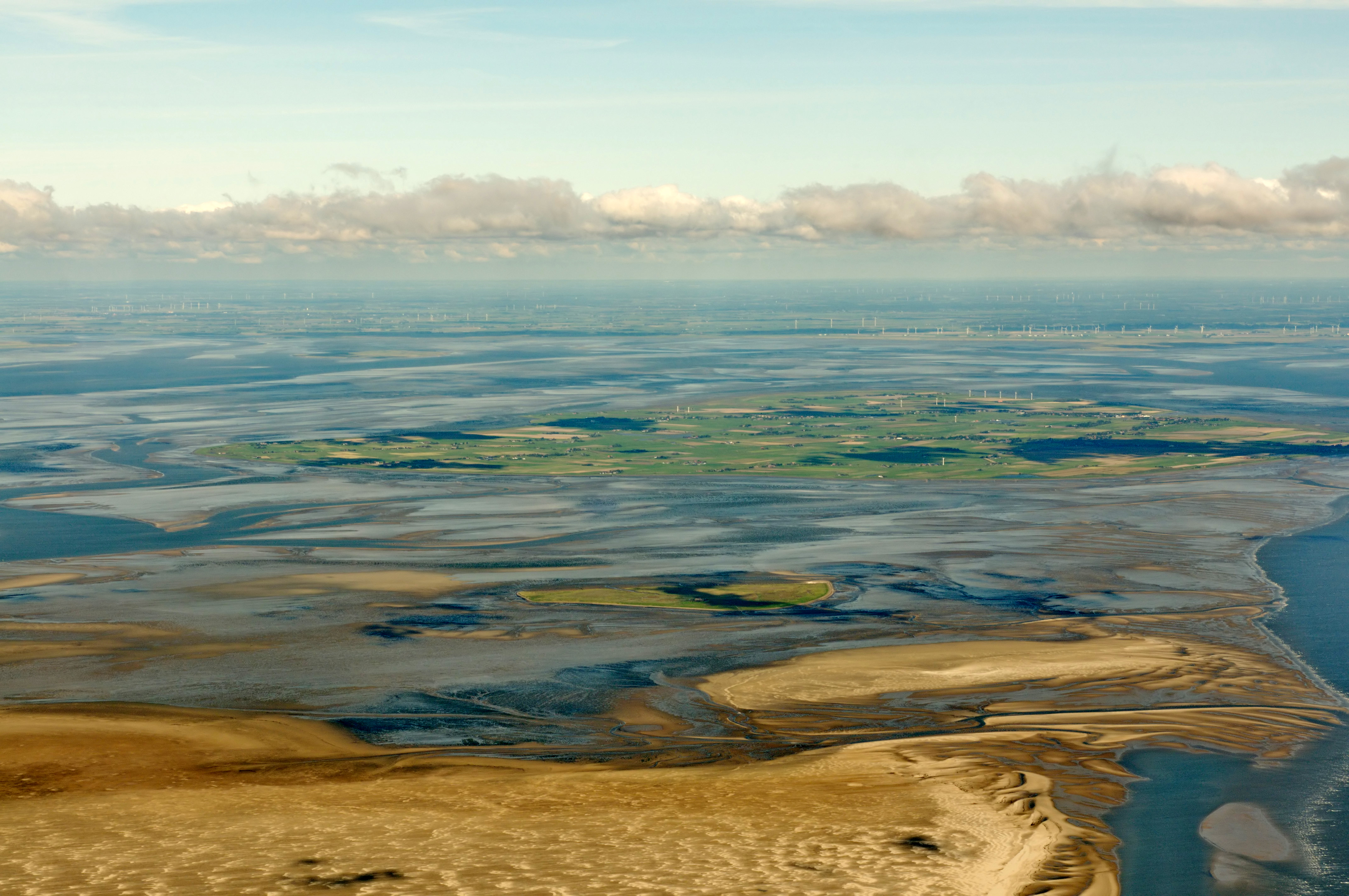
Blisko 80% powierzchni niemieckich parków narodowych stanowią płytkie wody przybrzeżne

W Niemczech istnieje 16 parków narodowych (stan na rok 2019). Najstarszy PN Lasu Bawarskiego powstał w 1970 roku. Historia parków narodowych w Niemczech zaczyna się wraz z powołaniem do życia „Stowarzyszenia Parków Ochrony Przyrody” (niem. Verein Naturschutzpark) w 1909 roku, które doprowadziło do powstania pierwszych wielkoobszarowych obszarów chroniononych na terenie Niemiec – rezerwatów przyrody na terenie Pustaci Lüneburskiej w roku 1922. Po II wojnie światowej w RFN rozwinięto koncepcję parków krajobrazowych (Naturparke), jako rozwiązania kompromisowego w związku z brakiem dużych, naturalnych przestrzeni. Dzisiejsze parki narodowe wiążą się z koncepcją „rozwojowych parków narodowych”, tj. terenów które – przy częściowej pomocy człowieka – mają odzyskać charakter naturalny. Większa część obszaru zajmowanego przez niemieckie parki znajduje się na morzu.

## Norwegia

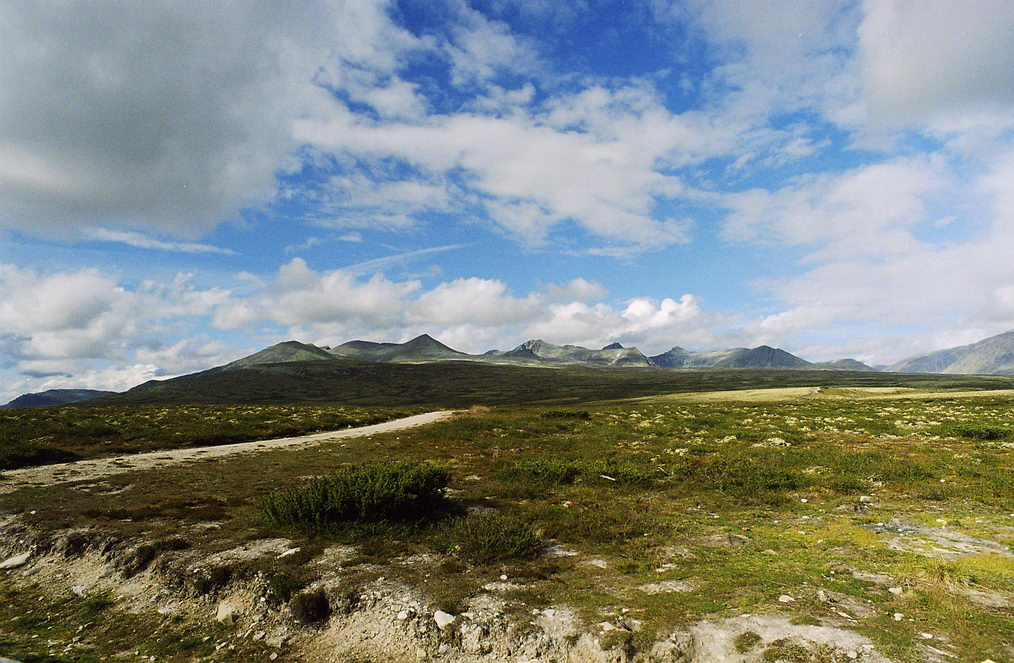
Park Narodowy Rondane w Norwegii

W Norwegii znajduje się 47 parków narodowych (stan na rok 2019) – 40 na kontynencie i 7 na Svalbardzie. Większość ich obszaru zajmują ekosystemy górskie. Najstarszy z nich – Park Narodowy Rondane – został utworzony w 1962 roku.

## Polska

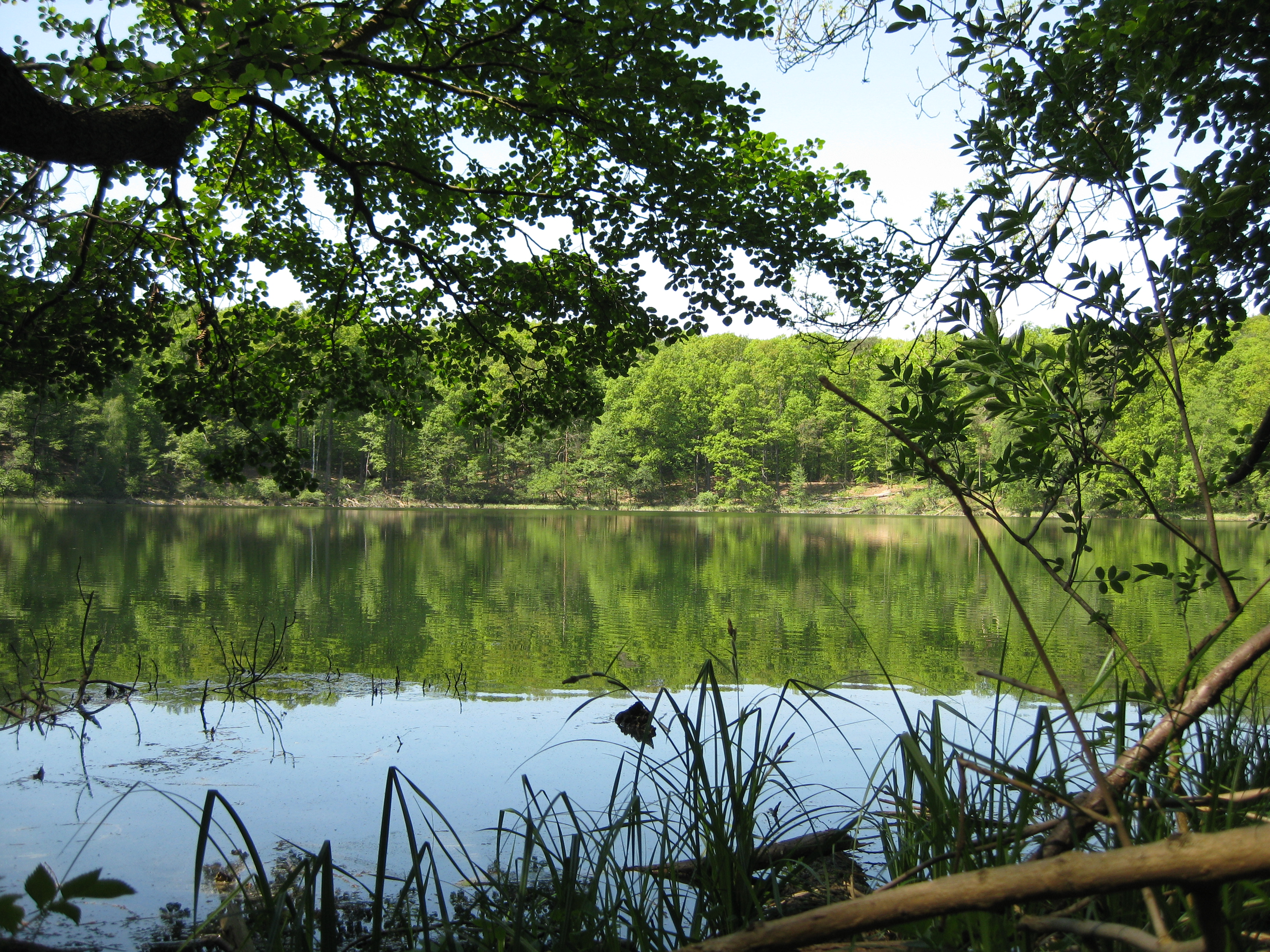
Jezioro Kociołek w Wielkopolskim Parku Narodowym

W okresie międzywojennym Polska wprowadziła jeden z ambitniejszych projektów ochrony przyrody, którego efektem było m.in. powołanie najstarszych polskich parków narodowych w 1932 roku (Pienińskiego i Białowieskiego). Na terenie Polski istnieją 23 parki narodowe (stan na rok 2019).

## Portugalia
W Portugalii istnieje jeden park narodowy – Park Narodowy Peneda-Gerês utworzony na północy kraju w 1971 roku. Park ma kilka stref ochronnych i jest zamieszkały, a część gruntów stanowi własność prywatna.

## Rosja

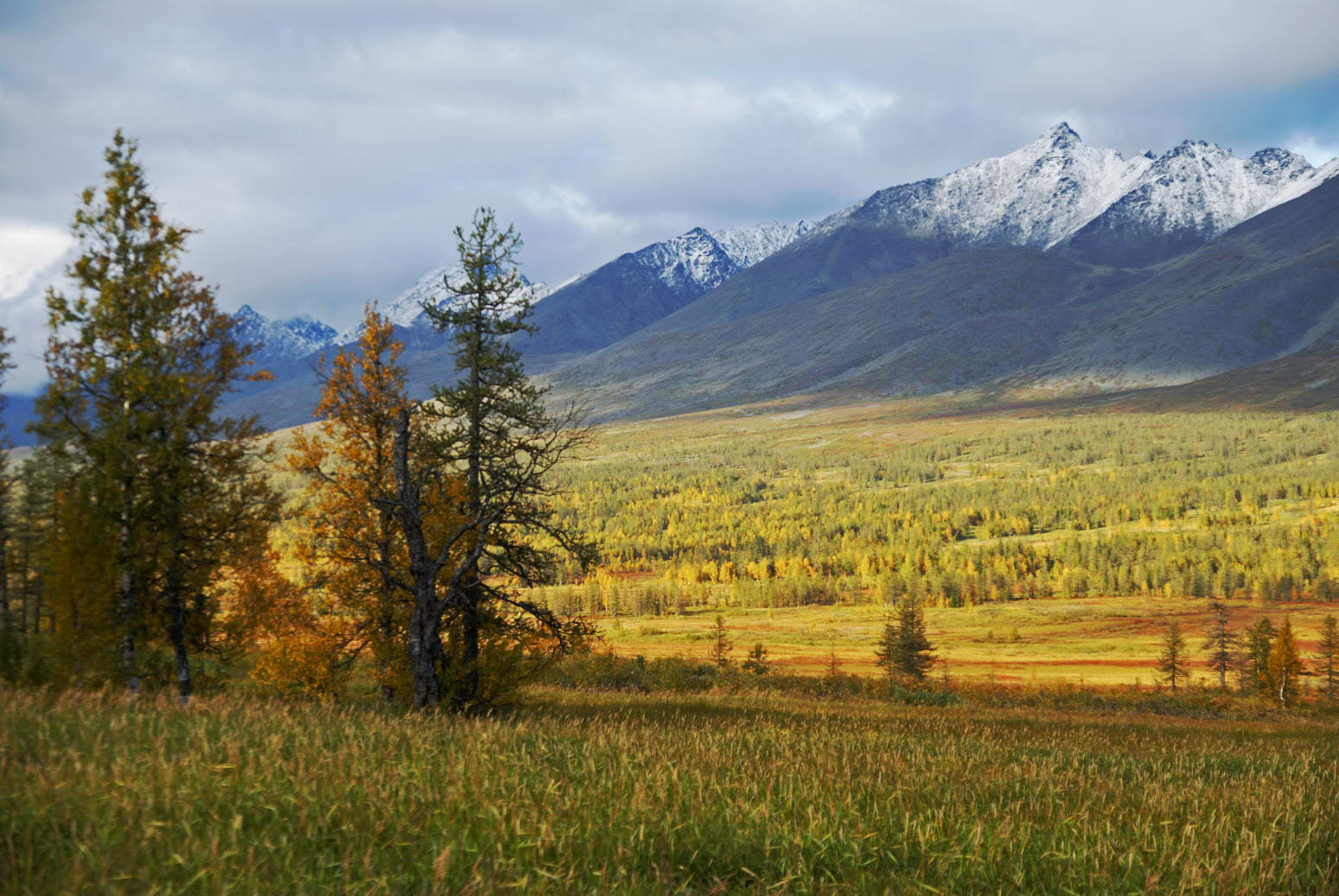
Położony na Uralu Północnym i Subpolarnym Park Narodowy „Jugyd Wa”, największy w Europie

Rosja posiada jedne z największych na świecie obszarów dzikiej przyrody. Jeszcze w czasach Imperium Rosyjskiego rozwinęła się zaproponowana przez rosyjskiego zoologa Grigorija Aleksandrowicza Kożewnikowa koncepcja zapowiedników, określanych czasem mianem „absolutnych rezerwatów przyrody” i mających najwyższą, Ia kategorię według IUCN. Między innymi z tej przyczyny idea parków narodowych dotarła dość późno na wschodnie rubieże Europy. Najstarszym parkiem jest powołany 5 maja 1983 r. Soczijski Park Narodowy. Od tego czasu powołano kolejne 63 parki, istniejące obok 104 zapowiedników i 70 federalnych zakazników (określanych w literaturze zachodniej jako „sanktuaria przyrody”).

## Rumunia

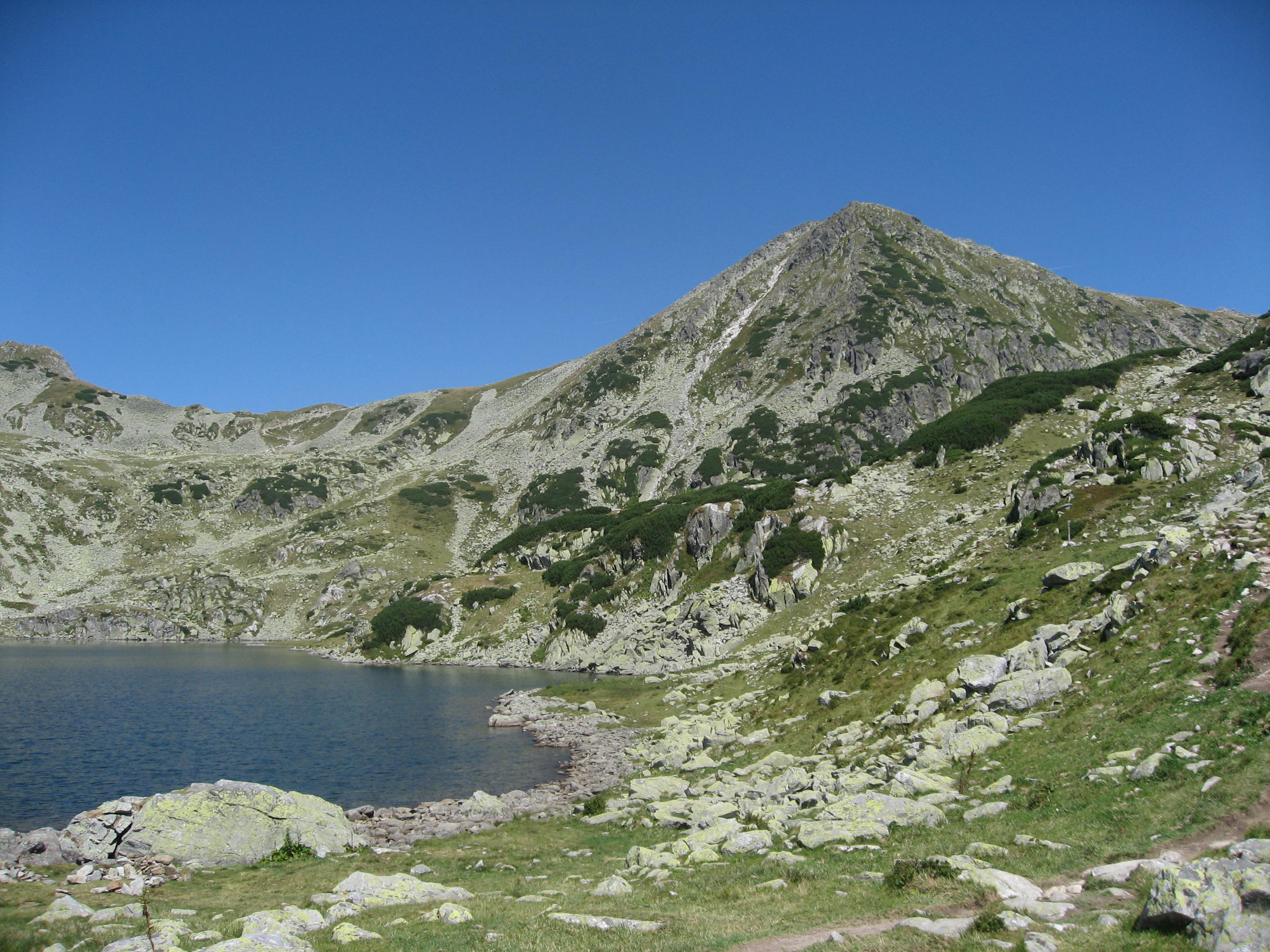
Jezioro Bucura w najstarszym rumuńskim i drugim chronologicznie w Karpatach Parku Narodowym Retezat

W Rumunii, podobnie jak w wielu innych krajach, początki ochrony przyrody wiążą się z łowiectwem. Powołany w 1935 r. najstarszy rumuński park narodowy w górach Retezat był wcześniej chroniony jako królewski rezerwat myśliwski. Jest on też najstarszym po Pienińskim Parku Narodowym – parkiem narodowym w Karpatach. Obecnie istnieje w tym państwie 13 parków narodowych, wspieranych siecią 16 parków przyrodniczych i kilkudziesięciu ścisłych rezerwatów przyrody. Ponadto, często jako park narodowy wymienia się Rezerwat Biosfery Delty Dunaju rozpościerający się na obszarze 5800 km², funkcjonujący jednak na niezależnych zasadach.

## Serbia
Najstarszym parkiem narodowym w granicach obecnej Serbii jest Fruška Gora. Obecnie istnieje pięć takich obszarów chronionych, w tym jeden w granicach Kosowa.
Parki Narodowe w Serbii:
- Park Narodowy Fruška gora (Национални парк Фрушка гора/Nacionalni park Fruška gora)
- Park Narodowy Żelaznej Bramy (Национални парк Ђердап/Nacionalni park Đerdap)
- Park Narodowy Kopaonik (Национални парк Копаоник/Nacionalni park Kopaonik)
- Park Narodowy Tara (Национални парк Тара/Nacionalni park Tara)
- Park Narodowy Šar Planina (Национални парк Шар-планина/Nacionalni park Šar-planina; w granicach Kosowa)

## Słowacja

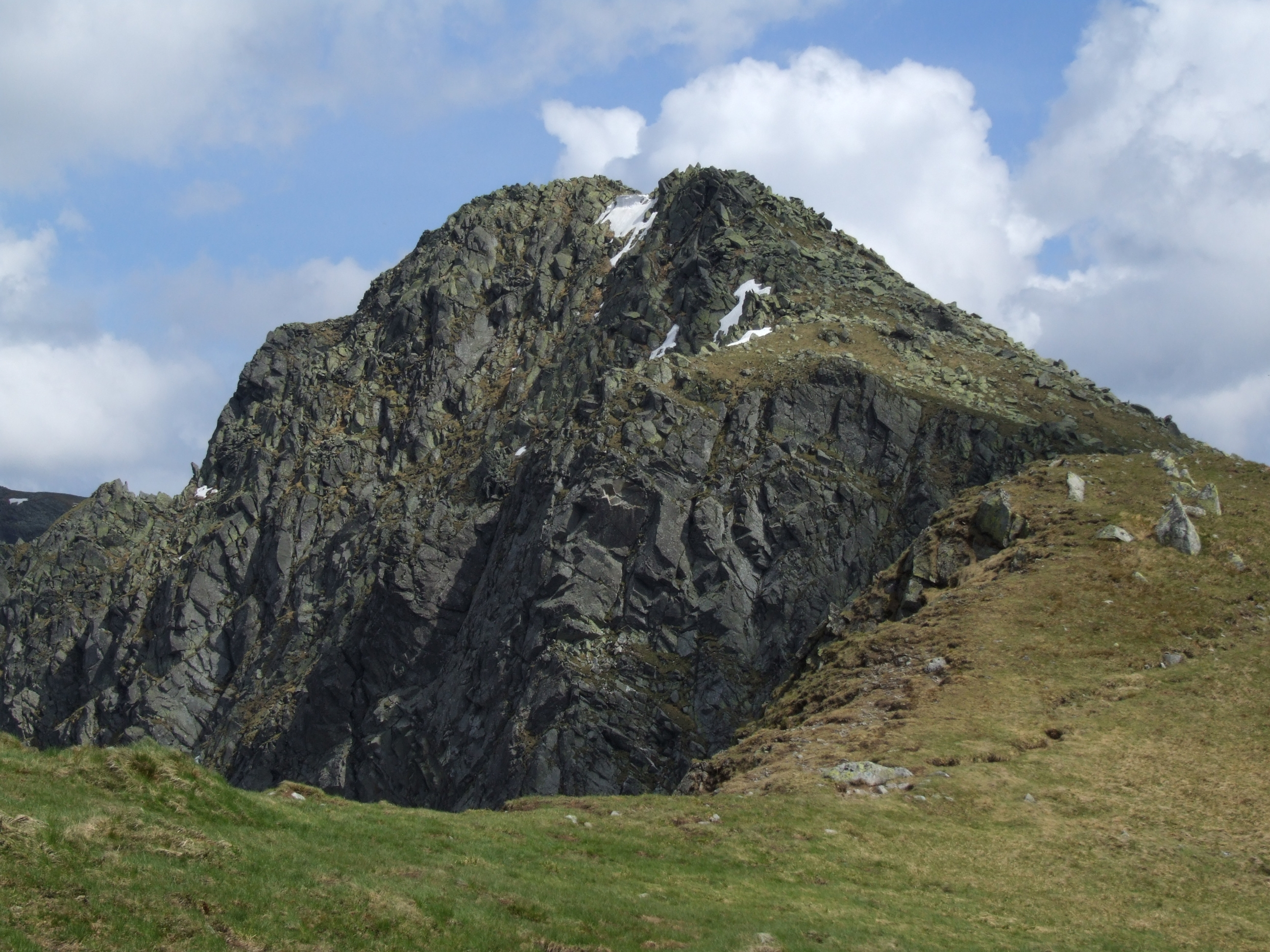
Szczyt Dziumbier w Niżnych Tatrach jest najwyższy w Karpatach Zachodnich poza Tatrami właściwymi

Tatrzański Park Narodowy powołany w 1949 r. jest najstarszym w granicach Słowacji, a także byłej Czechosłowacji. Obecnie istnieje dziewięć parków narodowych w granicach tej republiki.

## Słowenia

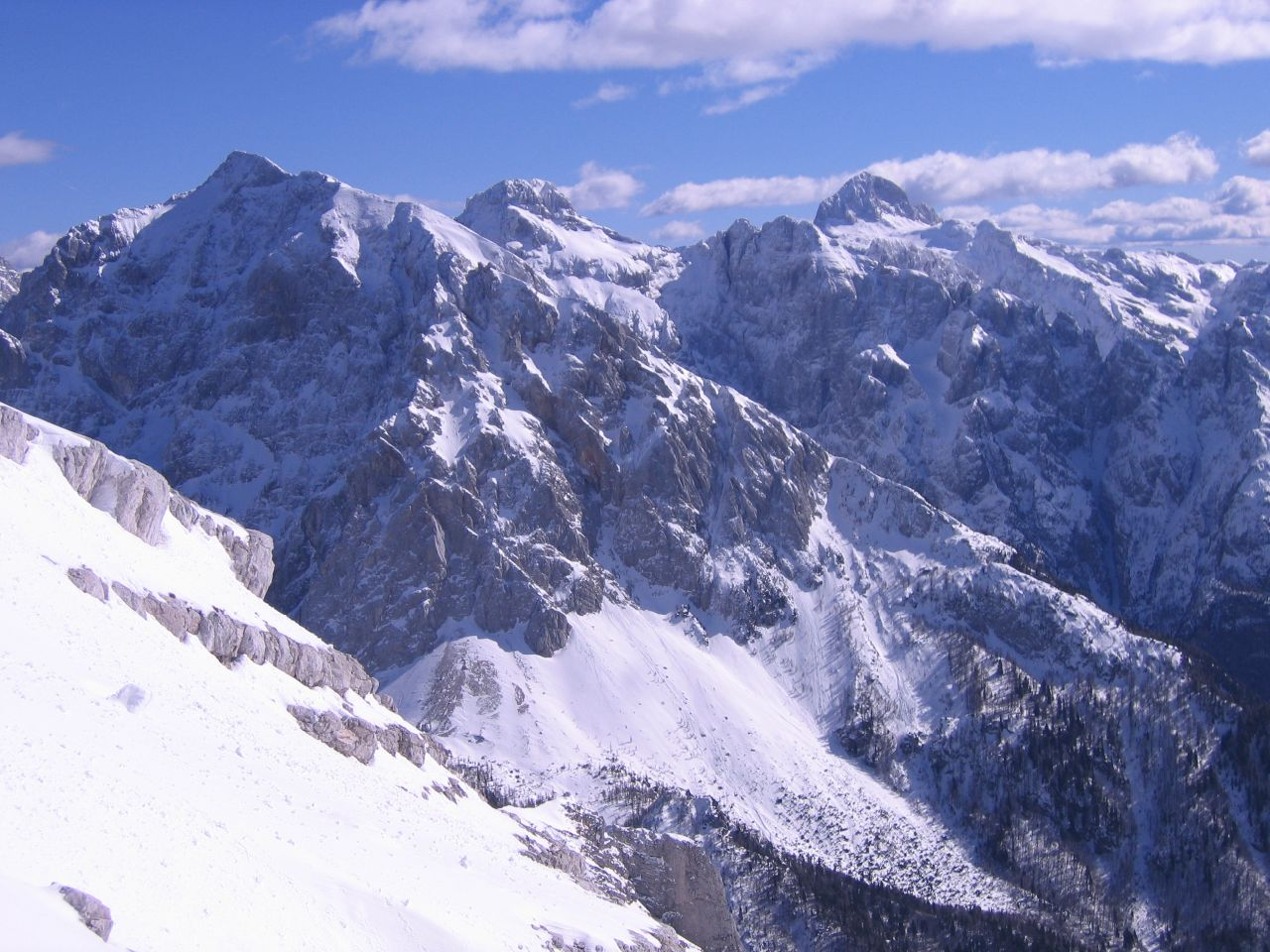
Triglav, najwyższy szczyt i symbol Słowenii

Na terenie Słowenii powołano w 1961 r. dotąd jedyny park narodowy, chroniący obszar najwyższej góry i symbolu kraju – Triglav. Jego powołanie postulowano już przed I wojną światową, a w 1924 r. powstał Park ochrony Alp (Alpski varstveni park), będący zalążkiem późniejszego Parku Narodowego Triglav.

## Szwajcaria

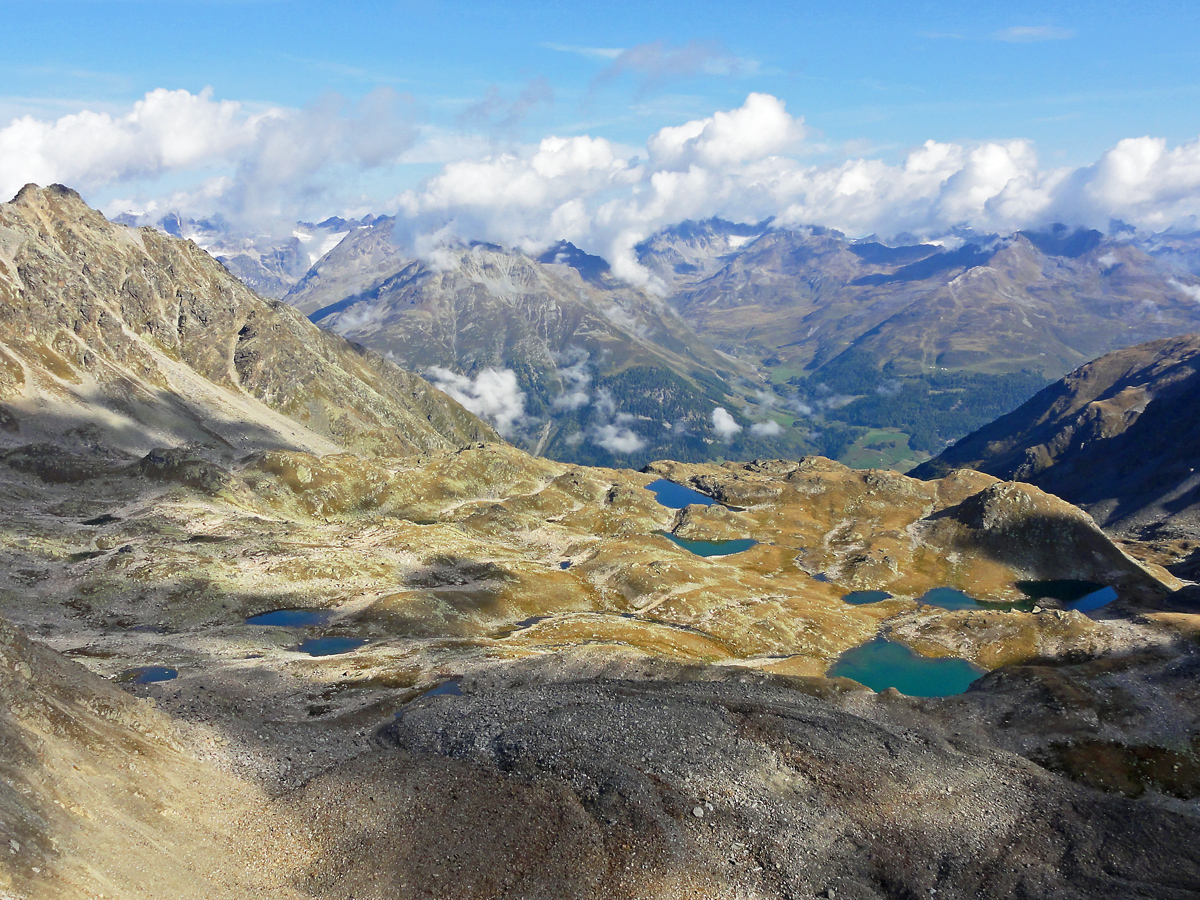
Szwajcarski Park Narodowy jest najstarszym do dziś istniejącym parkiem w Alpach

Na terenie Konfederacji powołano tylko jeden Szwajcarski Park Narodowy w 1914 roku. Tym samym szwajcarski projekt parku narodowego jest trzecim chronologicznie w Europie. Szwajcarski Park Narodowy posiada najwyższą kategorię I IUCN, co powoduje, że jest jednym z najściślej chronionych obszarów w Europie. Znajduje się on w kantonie Gryzonii i ma kontynuację po włoskiej stronie granicy.

## Szwecja

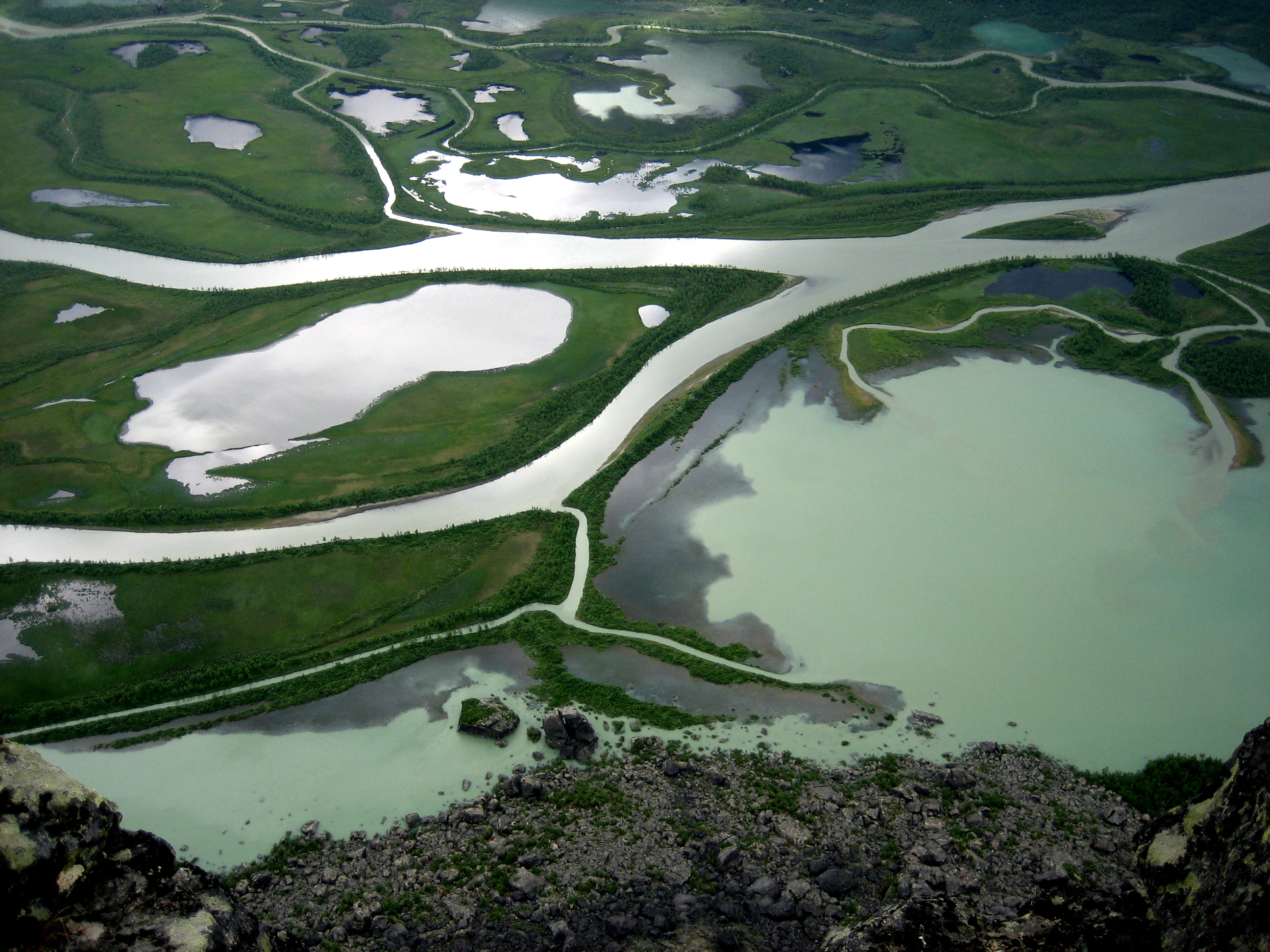
Delta Laitaure w szwedzkim Parku Narodowym Sarek

Ideę powołania parków narodowych na terenie Szwecji wysunął szwedzki przyrodnik fińskiego pochodzenia A. E. Nordenskiöld w 1880 r. Ideę udało się zrealizować w 1909 roku, jako pierwszemu państwu w Europie, kiedy powstało dziewięć takich obszarów. Większość powstała po 1982 roku. Według przyjętego w 2008 roku docelowo sieć parków ma chronić wszystkie reprezentatywne ekosystemy kraju, a one same mają zostać dostosowane do standardów międzynarodowych. Parkami zarządza Szwedzka Agencja Ochrony Środowiska (Naturvårdsverket). W przeciwieństwie do większości państw szwedzkie parki narodowe nie mają dolnego ograniczenia rozmiaru, stąd najmniejszy z nich Dalby Söderskogs nationalpark ma jedynie 36 ha powierzchni. Największe zaś obejmują blisko 2000 km² terenów chronionych. Istniejące 29 parków ma około 7000 km², jednak planowane jest powiększenie obszaru niektórych z nich, a kolejne 12 jest planowanych.

## Turcja
Na terenie Turcji począwszy od 1958 roku powołano 44 parki narodowe (stan na rok 2020), z czego trzy w jej europejskiej części:
- Historyczny Park Narodowy Çanakkale – Gelibolu (Gallipoli) (Çanakkale-Gelibolu Yarımadası Tarihî Millî Parkı, założony w 1973 roku, obszar 330 km²), powołany w miejscu jednej z największych bitew I wojny światowej[78];
- Park Narodowy Jeziora Gala (Gala Gölü Millî Parkı, 2005 roku, 60,9 km²)[79];
- Park Lasu İğneada Longoz (İğneada Longoz Ormanları Millî Parkı, 2007 roku, 31,6 km²)[80].

## Ukraina

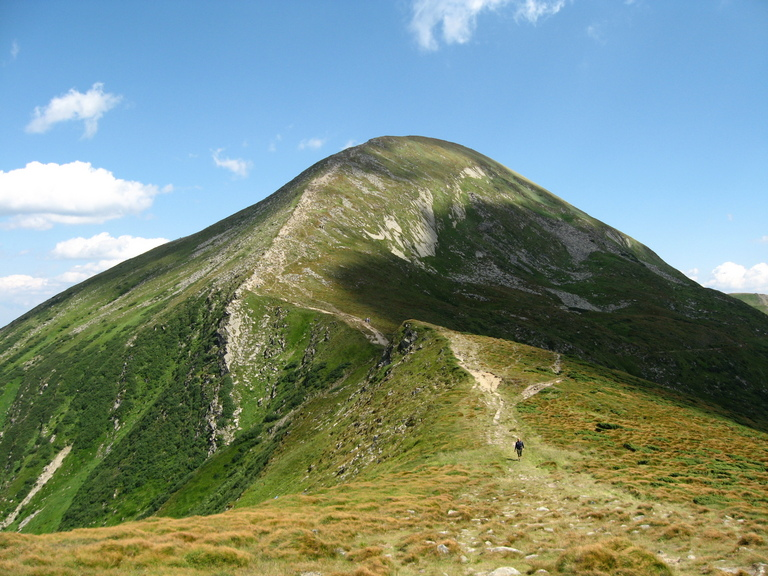
Howerla w Karpackim Parku Narodowym, najstarszym na Ukrainie

Na Ukrainie trzy najstarsze parki narodowe powstały w latach 80. XX w., w czasach ZSRR. Według strony Funduszu Ochrony Przyrody (ukr. Природно-заповідний фонд), na Ukrainie jest 35 parków narodowych (stan na 2018 rok).

## Węgry

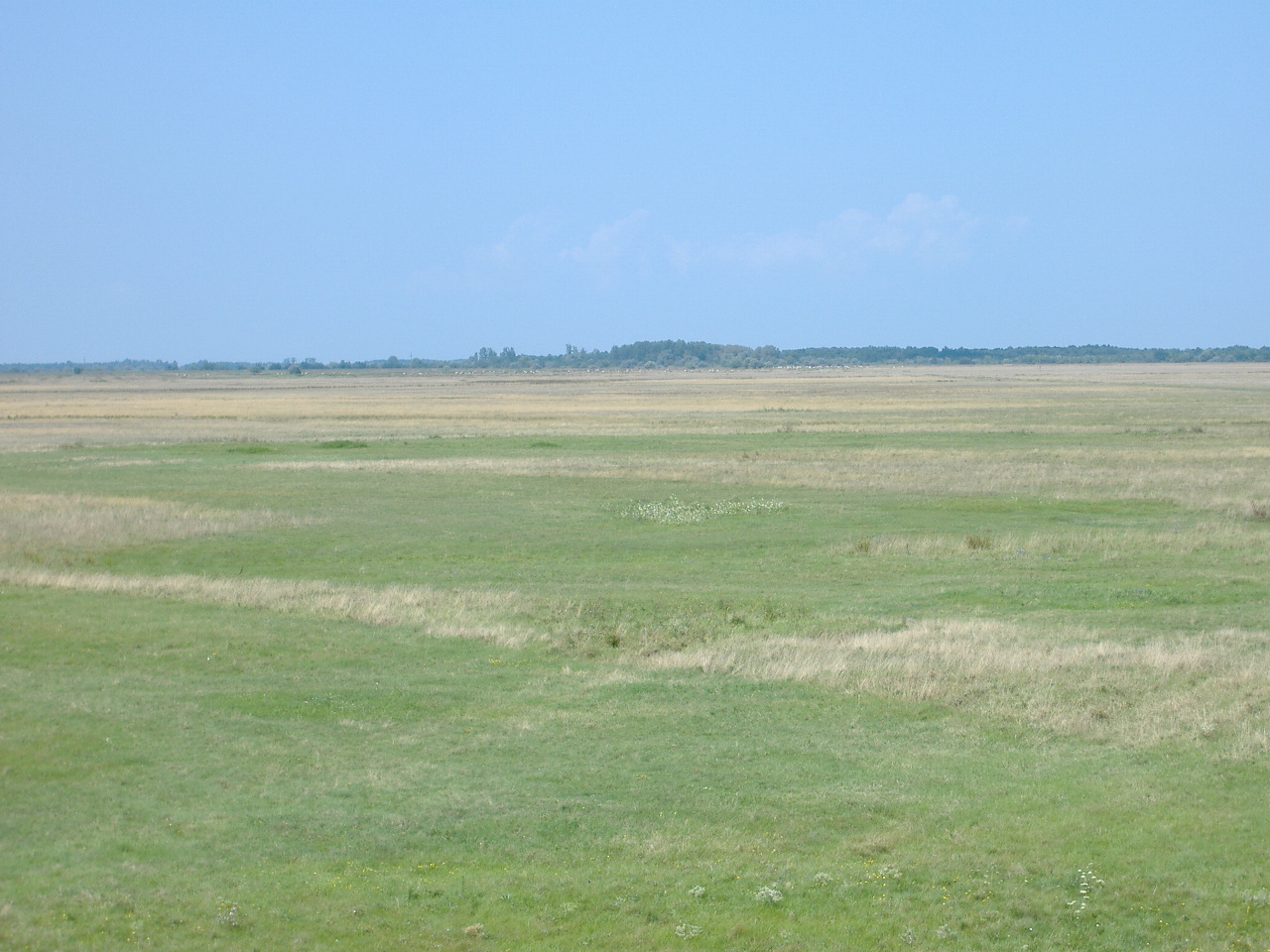
Puszta Hortobágyi na wschodzie Węgier

Najstarszy park narodowy Węgier powstał w 1972 roku chroniąc cenne przyrodniczo fragmenty puszty wokół miasta Hortobágy. Obecnie istnieje 10 parków narodowych w granicach naddunajskiego państwa.

## Wielka Brytania

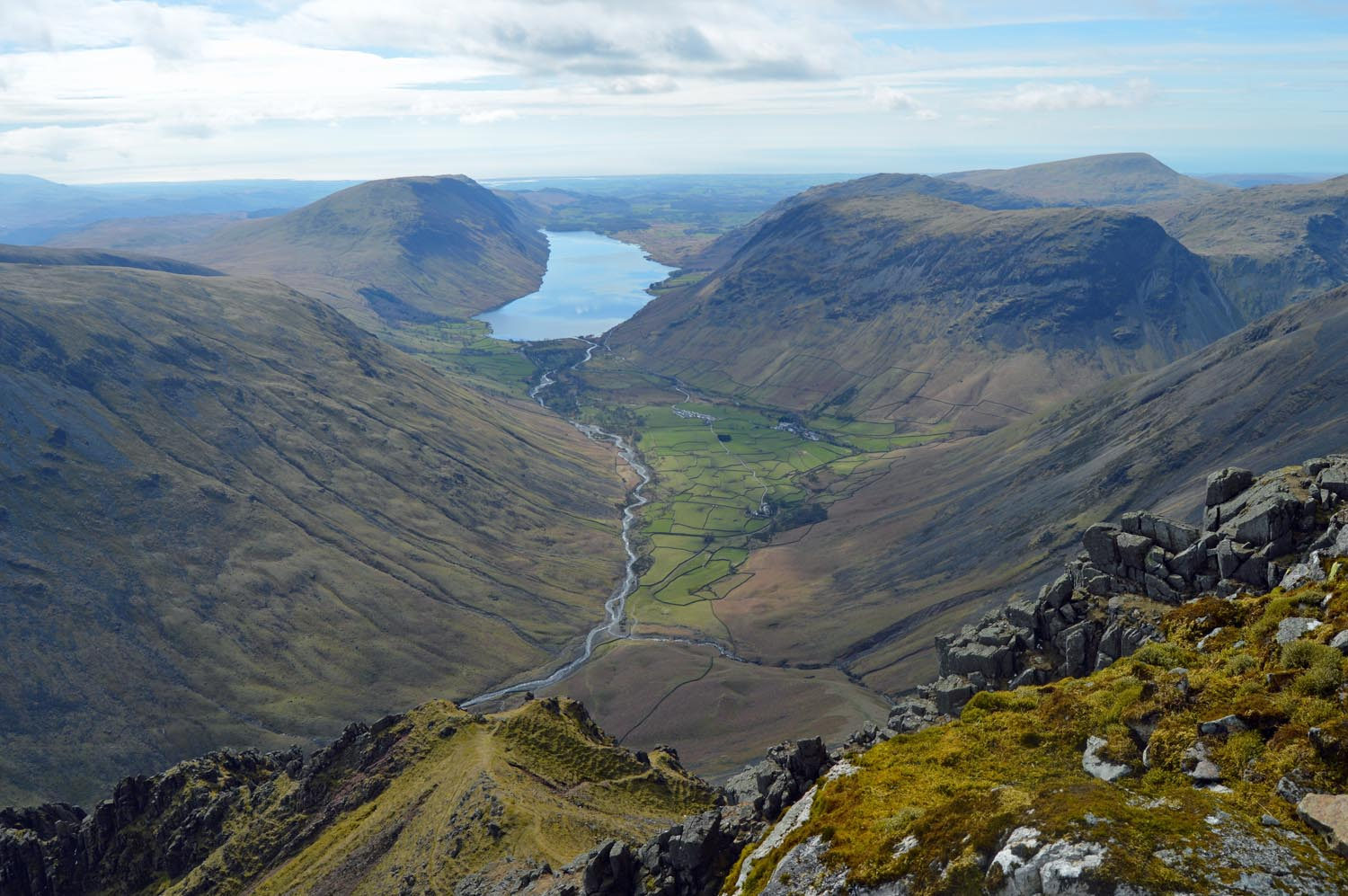
Brytyjski Park Narodowy Lake District (pol. Dystrykt Jezior) zlokalizowany w północnej Anglii w hrabstwie Kumbria

Parki narodowe w Wielkiej Brytanii powstały w oparciu o Ustawę o Parkach Narodowych i Dostępie do Wsi uchwaloną w 1949 roku (ang. National Parks and Access to the Countryside Act 1949) oraz w przypadku Szkocji o Ustawę o Parkach Narodowych z 2000 r. (National Parks Act 2000). W przeciwieństwie do innych krajów brytyjskie parki są zamieszkałe, składają się w większości z gruntów prywatnych. Wraz z niemieckim programem parków krajobrazowych (Naturparke) były one prekursorem analogicznych form ochrony w innych krajach (w tym w Polsce).

## Włochy
Parki narodowe w granicach Włoch powstają od 1922 r. Najstarszy z nich – Park Narodowy Gran Paradiso – powstał w miejscu rezerwatu łowieckiego istniejącego od 1856 r. Przed II wojną światową powołano jeszcze trzy podobne obszary chronione. Do końca lat 80. XX w. istniało w kraju łącznie jedynie pięć parków. Od 1989 roku powołano kolejne 20 – obecnie (stan na 2020 roku) jest ich 25. Dwa z nich – Gran Paradiso i Stelvio – mają swoje odpowiedniki po stronie Francji i Szwajcarii.